# The Office
The Office (La oficina en Hispanoamérica) es una serie de televisión estadounidense de comedia, emitida en la cadena NBC entre el 24 de marzo de 2005 y el 16 de mayo de 2013. Fue adaptada por Greg Daniels, veterano guionista de Saturday Night Live, King of the Hill y Los Simpson, a partir de la serie británica homónima creada por Ricky Gervais y Stephen Merchant. La serie narra el día a día de los empleados de una oficina situada en Scranton (Pensilvania), sucursal de la empresa papelera ficticia Dunder Mifflin, y consta de 201 episodios repartidos en nueve temporadas. Fue coproducida por la compañía de Daniels, Deedle-Dee Productions, junto con Reveille Productions (más tarde rebautizada como Shine America) y 3 Arts Entertainment (no acreditada), en asociación con Universal Television. Los productores ejecutivos originales fueron Daniels, Gervais, Merchant, Howard Klein y Ben Silverman, incorporándose otros en temporadas posteriores.
Al igual que la serie británica original, está rodada en formato de falso documental, con una sola cámara, sin público asistente ni risas enlatadas e imitando el formato de un documental auténtico, en el que los personajes son conscientes de la presencia de la cámara y a menudo hablan directamente a ella para comentar las diferentes escenas. La serie cuenta con un reparto coral encabezado por Steve Carell, Rainn Wilson, John Krasinski, Jenna Fischer y B. J. Novak. A lo largo de las temporadas fueron incorporándose otros actores como Ed Helms, Rashida Jones, Mindy Kaling, Craig Robinson, Amy Ryan, Ellie Kemper, James Spader y Catherine Tate.
The Office recibió opiniones moderadamente positivas por parte de la crítica (a excepción del episodio piloto, que recibió críticas más variadas) durante su corta primera temporada, pero las temporadas siguientes, particularmente la actuación de Carell, recibieron elogios significativos de los críticos, ya que los personajes, el contenido, la estructura y el tono de la serie empezaron a desviarse considerablemente de la serie británica original. Estas temporadas fueron incluidas en varias listas de las mejores series de televisión del año elaboradas por la crítica y ganaron varios premios, incluyendo un premio Peabody en 2006, dos premios del Sindicato de Actores, un Globo de Oro como mejor actor de comedia para Carell y cuatro premios Primetime Emmy, uno de ellos a la mejor serie de comedia, en 2006. La octava temporada fue criticada por su descenso en calidad, y la marcha de Carell al final de la temporada anterior se consideró un factor contribuyente. Sin embargo, la novena y última temporada terminó la serie con una opinión generalmente positiva. El episodio final, emitido el 16 de mayo de 2013, fue visto por unos 5,7 millones de espectadores y recibió elogios de la crítica. En 2016, la revista Rolling Stone colocó a The Office en el puesto 48 de su lista de los 100 mejores programas de televisión de todos los tiempos.

## Producción

### Equipo
Después de que la serie original británica ganara dos Globos de Oro, la NBC encargó a Greg Daniels su adaptación a la televisión estadounidense. Daniels fue el productor ejecutivo principal durante las primeras cuatro temporadas. Después se retiró del primer plano de la producción cuando creó junto a su compañero Michael Schur, también guionista de The Office, la comedia Parks and Recreation, y repartió su trabajo entre ambas series. Fue sustituido por Paul Lieberstein y Jennifer Celotta a partir de la quinta temporada. Celotta abandonó la serie al final de la sexta temporada, mientras que Lieberstein continuó como productor principal durante las dos temporadas siguientes. Daniels regresó en la novena y última temporada para que Lieberstein pudiera dedicarse en exclusiva a una posible serie derivada protagonizada por el personaje de Dwight Schrute (Rainn Wilson), The Farm, que fue finalmente descartada por la NBC.Otros productores ejecutivos fueron B. J. Novak y Mindy Kaling, que también formaban parte del elenco de la serie. Kaling, Novak, Daniels, Lieberstein y Schur formaban el equipo original de guionistas. Kaling, Novak y Lieberstein también desempeñaron múltiples funciones en la serie, ya que además de aparecer como actores, escribieron, dirigieron y produjeron episodios. Kaling es la guionista más prolífica, con 24 episodios escritos. Ricky Gervais y Stephen Merchant, creadores de la serie británica original, fueron acreditados como productores ejecutivos y fueron guionistas del episodio piloto y de The Convict, de la tercera temporada. Además, Merchant dirigió el episodio Customer Survey en la quinta temporada, y Gervais apareció en los episodios The Seminar y Search Committee, ambos en la séptima temporada, repitiendo su papel de David Brent, que interpretó en la serie original.
Randall Einhorn es el director más frecuente, con 15 episodios dirigidos. La serie también ha contado con directores invitados, como J. J. Abrams, Joss Whedon (ambos reconocidos seguidores de la serie), Paul Feig y los cineastas Jon Favreau, Harold Ramis, Jason Reitman y Marc Webb. También ha habido episodios dirigidos por algunos de los propios actores de la serie, como Steve Carell, Rainn Wilson, John Krasinski, B. J. Novak, Ed Helms, Brian Baumgartner, Mindy Kaling y Paul Lieberstein.

### Desarrollo y escritura
Antes de la emisión del segundo episodio, los guionistas pasaron un tiempo investigando en oficinas reales para inspirarse. Este proceso fue utilizado en las otras series creadas por Daniels, King of the Hill y Parks and Recreation. El episodio piloto es una adaptación directa del primer episodio de la serie original británica. Daniels eligió seguir este camino porque «comenzar completamente desde cero sería algo muy arriesgado», debido a que la serie es una adaptación. Antes había considerado brevemente usar el argumento del episodio The Dundies como piloto. Después de que los guionistas conocieran al reparto, se les permitió escribir para los actores, lo que hizo que la serie fuera más original en el siguiente episodio, Diversity Day. Después de las variadas opiniones que obtuvo la primera temporada, los guionistas intentaron hacer la serie más «optimista» y hacer al personaje de Michael Scott más agradable. También decidieron dar más protagonismo a los personajes secundarios, desarrollando sus personalidades. Por último, le dieron a la fotografía un tratamiento más vivo y colorido, en contraste con la iluminación deliberadamente monótona de la primera temporada, para diferenciarse de la versión británica.
Un problema habitual con la escritura de los guiones era, según Novak, que tendían a superar el intervalo de tiempo preestablecido de 22 minutos por episodio, lo que obligaba a recortar metraje. Por ejemplo, el libreto del episodio Search Commitee, de la séptima temporada, tenía inicialmente 75 páginas, diez más de lo requerido. Se escribió un guion completo para cada episodio; sin embargo, a los actores se les daba a menudo la posibilidad de improvisar durante el rodaje. Jenna Fischer dijo: «Nuestros episodios están redactados al cien por cien. Todo está escrito. Pero también jugamos un poco. Steve [Carell] y Rainn [Wilson] son unos improvisadores brillantes». Estas improvisaciones conllevaron una gran cantidad de escenas eliminadas en cada episodio, que Daniels considera parte del canon de la serie. A veces, las escenas eliminadas se han añadido en las reemisiones para hacer los episodios más largos o para atraer a los espectadores que ya hubieran visto el episodio anteriormente, para que vieran el metraje adicional. Como experimento, una escena eliminada del episodio The Return, de la tercera temporada, fue publicada en la web de la NBC y en iTunes, para explicar la ausencia de un personaje en varios episodios posteriores. Daniels esperaba que el boca a boca entre los seguidores de la serie difundiera la información, pero finalmente consideró la prueba como un fracaso.

### Casting y reparto

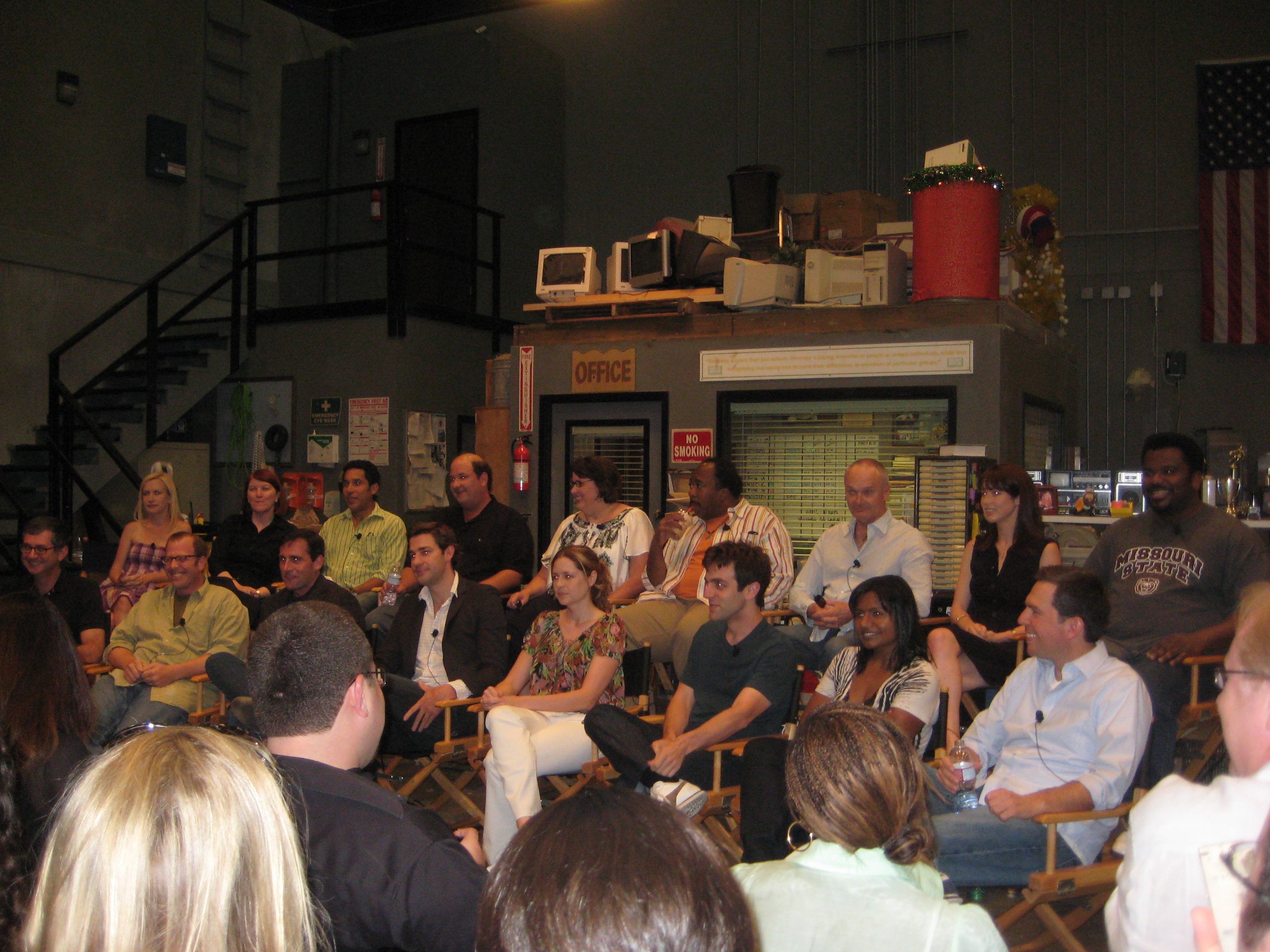
El reparto de The Office en 2009.

Según Jenna Fischer, la serie tuvo un inusual proceso de casting sin guiones. Por ejemplo, los productores hicieron varias preguntas a los actores que ellos debían responder como el personaje para el cual hacían la prueba. El programador de la NBC Kevin Reilly propuso a Paul Giamatti para el papel de Michael Scott al productor Ben Silverman, pero el actor lo rechazó. Martin Short, Hank Azaria y Bob Odenkirk fueron algunos de los actores interesados en el papel.
En enero de 2004, la revista Variety anunció que Steve Carell, uno de los miembros del programa The Daily Show with Jon Stewart de Comedy Central, estaba en conversaciones para interpretar el papel. En aquel momento, Carell ya se había comprometido con otra serie de comedia para la NBC, Come to Papa, pero esta fue rápidamente cancelada, permitiéndole dedicarse enteramente a The Office. Más tarde, Carell declaró que sólo había visto una parte del episodio piloto de la serie británica antes de hacer la audición, y decidió no seguir viéndola por miedo a imitar el estilo de interpretación de Gervais. Entre los actores que fueron considerados o hicieron la audición para el papel estuvieron Ben Falcone, Alan Tudyk, Jim Zulevic y Paul F. Tompkins. Rainn Wilson, que fue elegido para el papel de Dwight Schrute, el excéntrico y ávido de poder ayudante de Michael, había visto todos los episodios de la serie británica antes de hacer su audición. Wilson hizo originalmente la audición para el papel de Michael, la cual él mismo describió como «una imitación terrible de Ricky Gervais»; sin embargo, a los directores de casting les gustó su audición para Dwight y le dieron el papel. A Carell se unió más tarde su esposa, Nancy Walls, que interpretó a la agente inmobiliaria Carol Stills, uno de los intereses amorosos de Michael. Cuando le preguntaron cómo fue actuar junto a su esposo, Walls dijo que se sintió intimidada al principio, ya que se había retirado de la actuación años antes, pero se divirtieron mucho juntos.
John Krasinski y Jenna Fischer fueron elegidos para interpetar a Jim y Pam, los personajes cuya historia de amor constituye uno de los ejes principales de la serie. Krasinski fue al instituto con B. J. Novak, donde se hicieron grandes amigos. Antes de conseguir el papel, Krasinski se planteó dejar la actuación. En una entrevista en The Late Show with Stephen Colbert, contó que al mudarse a Nueva York se dio dos o tres años para que su carrera como actor despegara, o la abandonaría. No disfrutaba trabajando como camarero mientras se esforzaba por conseguir papeles, pero su madre le dijo que esperara hasta el final del año. Consiguió el papel en The Office sólo tres semanas después.
Fischer se preparó su audición tratando de parecer lo más aburrida posible y creando el peinado de Pam. En una entrevista en NPR, Fischer recordó las últimas etapas del proceso de audición para Pam y Jim, donde los productores emparejaron a los candidatos al papel de Jim y a las candidatas al papel de Pam (cuatro de cada) para medir la química entre ellos. Cuando Fischer terminó su escena con Krasinski, él le dijo que era su Pam favorita, a lo que ella respondió que él era su Jim favorito. Adam Scott y John Cho hicieron la audición para el papel de Jim, y Kathryn Hahn para el papel de Pam.
El reparto secundario incluye a actores conocidos por sus trabajos de improvisación: Angela Kinsey, Kate Flannery, Óscar Núñez, Leslie David Baker, Brian Baumgartner, Melora Hardin y David Denman. Kinsey hizo originalmente la audición para el papel de Pam. Los productores la consideraron «demasiado enérgica» para el personaje, pero más tarde la llamaron para el papel de Angela Martin, el cual consiguió. Flannery hizo en primer lugar la audición para el papel de Jan Levinson-Gould antes de obtener el de Meredith Palmer.
Baumgartner hizo la audición para el personaje de Stanley, pero fue elegido finalmente para el de Kevin. A Ken Kwapis, director del episodio piloto, le gustó cómo Phyllis Smith, una de las ayudantes de casting, leía los guiones con los actores durante las audiciones, por lo que creó el papel de Phyllis Lapin especialmente para ella. Al comienzo de la tercera temporada, Ed Helms y Rashida Jones se unieron al reparto. Jones abandonó la serie más tarde al obtener un papel fijo en Parks and Recreation en febrero de 2007, mientras que la NBC anunció que Helms pasaría a ser miembro fijo del elenco.
Cuatro de los guionistas también aparecen como actores en la serie. B. J. Novak fue elegido para interpretar al trabajador temporal Ryan Howard después de que Daniels viera una de sus actuaciones en vivo. Paul Lieberstein fue elegido para el papel del responsable de recursos humanos, Toby Flenderson, a sugerencia de Novak después de observarle durante las lecturas de los guiones. Greg Daniels no estaba seguro inicialmente acerca de dar un papel a Mindy Kaling, hasta que tuvo la oportunidad en el segundo episodio, Diversity Day, donde Michael debía ser abofeteado por alguien de una minoría. «Desde [esa bofetada], he estado en la serie» (interpretando a la parlanchina Kelly Kapoor), dijo Kaling en una entrevista en febrero de 2006. Michael Schur también hizo varias apariciones interpretando a Mose, el primo de Dwight, y uno de los consultores de la productora, Larry Wilmore, interpretó al conferenciante Al Brown en dos episodios.
También se planeó que Mackenzie Crook, Martin Freeman y Lucy Davis, actores de la serie británica original, hicieran una aparición en la tercera temporada, pero finalmente no fue posible debido a problemas de organización; sin embargo, Ricky Gervais apareció en dos episodios de la séptima temporada interpretando de nuevo a su personaje de la serie original, David Brent.
A lo largo de la serie, varios actores conocidos hicieron apariciones especiales en diferentes episodios. Amy Adams interpretó a Katy, una novia de Jim, en la primera y segunda temporada; Idris Elba interpretó a Charles Miner, el nuevo vicepresidente regional de ventas, en la quinta temporada; Kathy Bates interpretó a Jo Bennett, directora ejecutiva de Sabre, una empresa que compra Dunder Mifflin, durante la sexta y la séptima temporada; Jim Carrey y Warren Buffett hicieron cameos en el episodio final de la séptima temporada como posibles candidatos al puesto de gerente regional tras la marcha de Michael; Bob Odenkirk interpretó a Mark Franks, gerente regional de una inmobiliaria y con una personalidad muy similar a la de Michael, en un episodio de la novena y última temporada; y Dakota Johnson hizo una breve aparición en el episodio final.

### Rodaje

Logotipo de la empresa Dunder Mifflin.

The Office está filmada en un formato de una sola cámara y en un estilo de cine de realidad para dar la apariencia de un documental real, sin público en el estudio ni risas enlatadas, permitiendo que su humor «inexpresivo» y «absurdo» se aprecie por completo. La premisa central de la serie es que un equipo documental está filmando la oficina de Dunder Mifflin y a sus empleados, aparentemente las 24 horas del día. La presencia de la cámara es reconocida por los personajes, principalmente Michael Scott, que participa con entusiasmo en la grabación. Los demás personajes, especialmente Jim y Pam, también miran a menudo a la cámara cuando Michael crea alguna situación incómoda. La acción principal de la serie se complementa con las entrevistas o «confesionarios» donde los personajes hablan directamente a la cámara. John Krasinski grabó las escenas de Scranton que aparecen en los créditos iniciales después de saber que había obtenido el papel de Jim. Fue a visitar la ciudad para investigar y se entrevistó con empleados de empresas papeleras reales.
Para crear el estilo documental de la serie, los productores contrataron al director de fotografía Randall Einhorn, que había dirigido varios episodios de Survivor y dio a la serie su aspecto «áspero e irregular». Esto fue facilitado por el diseño abierto del set principal, diseñado así a propósito por Daniels, el diseñador de producción Donald Lee Harris (más tarde sustituido por Matt Flynn), y el director del episodio piloto, Ken Kwapis, para permitir que las cámaras capturaran a los personajes «desprevenidos». A diferencia de la mayoría de los sets, el diseño de la oficina fue construido con paredes inamovibles para enfatizar su atmósfera sofocante y claustrofóbica, «atrapando» al equipo de filmación del documental junto a los personajes.
El productor Michael Schur dijo que la serie seguiría estrictamente el formato documental. Los productores y directores tuvieron largas discusiones sobre cómo podrían funcionar las escenas en el formato documental. Por ejemplo, en el episodio Did I Stutter?, de la cuarta temporada, se muestra a Michael a través de un largo proceso para tratar de ir al baño sin pasar junto a Stanley. Los productores debatieron si esto era posible, y Einhorn realizó el recorrido para comprobar si un operador de cámara podía llegar a todas partes para filmar la escena entera. En las temporadas posteriores se relajó este formato, y el equipo de filmación iba a menudo a lugares donde los equipos documentales reales no lo harían. Esto contribuyó además a cambiar el estilo de escritura y de comedia de la serie, una inconsistencia que fue criticada por algunos analistas y seguidores de la serie.

### Música
Cuando hubo que elegir un tema musical para The Office, el productor Greg Daniels tenía en mente varias posibilidades: desde canciones ya existentes como «Better Things» de The Kinks, «Float On» de Modest Mouse y «Mr. Blue Sky» de Electric Light Orchestra, a diversas composiciones originales que diferentes artistas presentaron a los productores mediante un casting. Daniels decidió que el reparto votara qué melodía usar y les dio cuatro opciones. La mayoría quiso «Mr. Blue Sky», pero tuvo que descartarse debido a que ya se usaba en la serie dramática LAX (2004-2005). Por tanto, finalmente se eligió una composición original escrita por Jay Ferguson e interpretada por el grupo The Scrantones.
El tema musical suena durante la secuencia de apertura, que muestra escenas de Scranton, diferentes actividades en la oficina y a los actores principales. Algunos episodios usan una versión abreviada del tema principal. A partir de la cuarta temporada, el tema suena también durante los créditos de cierre, que hasta entonces se mostraban en silencio. Ferguson describió su composición como «contraria a lo habitual; tiene esa vulnerabilidad, ese anhelo que enseguida explota en ese optimismo exagerado que luego se aplasta, lo cual es más o menos de lo que trata la serie».
El estilo de falso documental de la serie no contiene risas enlatadas y la mayoría de la música es diegética, con canciones cantadas o tocadas por los personajes o escuchadas en radios, ordenadores u otros dispositivos; sin embargo, se han reproducido diferentes canciones en escenas recopilatorias o durante los créditos finales, como «Tiny Dancer» de Elton John (en The Dundies) o «Islands in the Stream» de Kenny Rogers y Dolly Parton (en E-mail Surveillance). La música utilizada suele ser conocida, y a menudo las canciones reflejan el estilo del personaje, como el intento de Michael de parecer moderno al usar «Mambo No. 5» y después «My Humps» como tono de llamada de su teléfono móvil. Otro ejemplo es que Michael confunde «Just Dance» de Lady Gaga con «Gimme More» de Britney Spears. Daniels ha dicho que la música no cuenta como banda sonora mientras haya sonado dentro del episodio.

## Personajes
The Office cuenta con un reparto coral. Muchos de los personajes están basados en sus equivalentes de la serie original británica. Aunque estos personajes mantienen generalmente el mismo estilo y características de los de la serie británica, fueron modificados para adaptarlos a la versión estadounidense. La serie es conocida por su amplio reparto, muchos de cuyos miembros son conocidos por su trabajo de improvisación.
- Steve Carell es Michael Scott, gerente regional de la sucursal de Dunder Mifflin en Scranton.[74][75][76] Basado en David Brent (Ricky Gervais), de la serie original, Michael es un hombre bienintencionado cuyos irreflexivos intentos de ser gracioso y ocurrente a menudo ofenden o molestan a sus compañeros y subordinados, y en ocasiones le suponen reprimendas por parte de sus superiores.[77] Antes de obtener el puesto de gerente era un vendedor excepcional, lo que le valió numerosos premios. Sin embargo, como directivo demuestra ser totalmente incompetente, improductivo y poco profesional, lo que hace de él un ejemplo del principio de Peter. Suele hacer bromas y comentarios racistas y sexistas de forma involuntaria,[78] y tiene una necesidad desesperada de atención y afecto, probablemente debido a una infancia difícil. Por ello se empeña en tratar a sus empleados como sustitutos de la familia y los amigos que nunca ha tenido.[74][75][77][79]
- Rainn Wilson es Dwight Schrute, basado en Gareth Keenan (Mackenzie Crook), de la versión original. Es uno de los vendedores de la empresa y «asistente del gerente regional», un cargo ficticio creado por Michael.[80] Testarudo y quisquilloso hasta límites insospechados, Dwight se caracteriza por su falta de empatía y su escasa habilidad social. Aunque a menudo actúa con superioridad hacia los demás, en realidad es bastante crédulo, ignorante e ingenuo, lo que hace que sus compañeros, especialmente Jim, le conviertan a menudo en el blanco de sus bromas. Representa un estereotipo de nerd: es aficionado a Star Wars, Battlestar Galactica y Second Life, escucha música hard rock y posee una gran colección de armas. Como pasatiempo practica kárate y paintball. Tiene una plantación de remolachas y dirige un bed and breakfast en una granja en la que vive junto a su primo Mose. También trabaja como sheriff voluntario.[81][82][76]
- John Krasinski es Jim Halpert, otro de los vendedores de la empresa y, en temporadas posteriores, subgerente y co-gerente. Está basado en Tim Canterbury (Martin Freeman), de la serie original. A pesar de sus dotes laborales, es holgazán y travieso, y cuando se aburre dedica su ingenio a gastar bromas a Dwight. Sin embargo, cuando ambos trabajan juntos forman un equipo de ventas muy eficiente.[83] Desde el principio de la serie se ve que está enamorado de Pam Beesly, la recepcionista, a pesar de que ella está comprometida con Roy, uno de los trabajadores del almacén.[84]
- Jenna Fischer es Pam Beesly, basada en Dawn Tinsley (Lucy Davis), de la serie original.[85] Inicialmente es la recepcionista de la oficina, hasta que es ascendida a vendedora en la quinta temporada. Tiene un carácter dulce, tranquilo y tímido, y a menudo tiene que soportar pacientemente el comportamiento inmaduro de Michael, aunque al mismo tiempo suele colaborar con Jim en sus bromas a Dwight.[86] Al principio de la serie parece insatisfecha y aburrida con su trabajo, y se siente atrapada en su compromiso con Roy. Sin embargo, a medida que pasa el tiempo y su vida amorosa evoluciona, gana confianza y se vuelve más proactiva.[87]
- B. J. Novak es Ryan Howard, el trabajador temporal de la oficina durante las dos primeras temporadas. En la tercera temporada asciende a vendedor, y más tarde se convierte en el vicepresidente de ventas de la región noroeste y director de nuevas tecnologías, siendo la persona más joven de la empresa en obtener ese cargo, hasta que es despedido y arrestado por corrupción empresarial. Luego consigue un trabajo en una bolera y más tarde trabaja temporalmente en la nueva empresa fundada por Michael cuando este renuncia brevemente a su cargo en Dunder Mifflin. Después de pasar una temporada en rehabilitación, es contratado de nuevo como trabajador temporal en la sucursal de Scranton.[88][89] Su equivalente en la versión original británica es Ricky Howard (Oliver Chris), aunque durante la cuarta temporada es más similar a Neil Godwin (Patrick Baladi).[90]

El departamento de contabilidad está formado por Angela Martin (Angela Kinsey), una mujer fría e intolerante a la que le gusta mantener las cosas ordenadas y asegurarse de que las situaciones permanezcan lo más formales posible; Kevin Malone (Brian Baumgartner), un hombre entrañable pero no muy inteligente, que se divierte con el humor infantil e inmaduro, y con frecuencia practica juegos de azar; y Óscar Martínez (Óscar Nuñez), quien es inteligente y culto, aunque algo presuntuoso, y cuya homosexualidad y origen hispano le convierten en un blanco frecuente de los comentarios inconscientemente inapropiados de Michael.
El resto del personal lo conforman Stanley Hudson (Leslie David Baker), un vendedor insatisfecho con su trabajo, que no soporta las constantes referencias de Michael a su origen afroamericano y tampoco le gusta participar en reuniones innecesarias (a menudo se le ve resolviendo crucigramas o durmiendo durante ellas); la afable vendedora Phyllis Lapin (Phyllis Smith), que en la tercera temporada se casa con Bob Vance (Robert R. Shafer), el dueño de Vance Refrigeration, una empresa cuya oficina está en la misma planta que Dunder Mifflin; el excéntrico representante de control de calidad Creed Bratton (Creed Bratton), que tiene un misterioso y turbio pasado; Andy Bernard (Ed Helms), un vendedor de la sucursal de Dunder Mifflin en Stamford (Connecticut) presentado en la tercera temporada, que es transferido a la sucursal de Scranton después de que las dos oficinas se fusionan; la superficial y parlanchina responsable de atención al cliente Kelly Kapoor (Mindy Kaling); la promiscua y alcohólica responsable de compras y relación con proveedores Meredith Palmer (Kate Flannery); el responsable de recursos humanos Toby Flenderson (Paul Lieberstein), a quien Michael detesta profundamente y a menudo convierte en objeto de sus abusos; el encargado del almacén Darryl Philbin (Craig Robinson); el trabajador del almacén y prometido de Pam, Roy Anderson (David Denman), quien es despedido en la tercera temporada por tratar de agredir a Jim; y la vicepresidenta regional de ventas de Dunder Mifflin, Jan Levinson (Melora Hardin), quien más tarde se convierte en la tóxica pareja de Michael.
Hacia el final de la quinta temporada, la alegre e ingenua Erin Hannon (Ellie Kemper) es contratada como sustituta de Pam en la recepción y desarrolla un estrecho vínculo con Michael cuando él se convierte en una figura paterna para ella. Al final de la cuarta temporada, Holly Flax (Amy Ryan) llega a la oficina como reemplazo de Toby y enseguida se convierte en un interés amoroso para Michael, ya que ambos comparten rasgos de personalidad muy similares. Jo Bennett (Kathy Bates) es la directora ejecutiva de Sabre. Esta empresa se hace cargo de Dunder Mifflin, y Gabe Lewis (Zach Woods), presentado a mitad de la sexta temporada, es un empleado de Sabre que es asignado a la sucursal de Dunder Mifflin en Scranton como director regional de ventas. En la séptima temporada, Nellie Bertram (Catherine Tate), una amiga de Jo, es entrevistada como posible reemplazo de Michael y más tarde es nombrada gerente regional en reemplazo de Andy en la octava temporada, después de que Robert California (James Spader) se convierte en el nuevo director ejecutivo de Sabre. En la novena temporada, Clark Green (Clark Duke) y Pete Miller (Jake Lacy) se incorporan como nuevos responsables de servicio al cliente que intentan ponerse al día con las quejas que Kelly ha descuidado mientras trabajaba en Dunder Mifflin. Clark luego es transferido al departamento de ventas.
Inicialmente, los actores que interpretan a los personajes secundarios fueron acreditados como estrellas invitadas en la primera temporada, antes de ser ascendidos a recurrentes a partir de la segunda. El reparto de la serie en su conjunto ha recibido los elogios de la crítica y ganó dos premios del Sindicato de Actores consecutivos en la categoría de mejor reparto de una serie de comedia, en 2007 y 2008. Carell cobró 175.000 dólares por episodio a partir de la tercera temporada. A Krasinski y Fischer les pagaron alrededor de 20.000 dólares por episodio por el comienzo de la serie. A partir de la cuarta temporada, los dos empezaron a recibir un pago de alrededor de 100.000 dólares por episodio.

## Temporadas y episodios
| Temporada | Temporada | Episodios | Emisión original         | Emisión original    | Audiencia (millones) | Ranking temporada | Ranking 18-49 temporada |
| Temporada | Temporada | Episodios | Primera emisión          | Última emisión      | Audiencia (millones) | Ranking temporada | Ranking 18-49 temporada |
| --------- | --------- | --------- | ------------------------ | ------------------- | -------------------- | ----------------- | ----------------------- |
|           | 1         | 6         | 24 de marzo de 2005      | 26 de abril de 2005 | 5,4                  | #102              | #45                     |
|           | 2         | 22        | 20 de septiembre de 2005 | 11 de mayo de 2006  | 8,0                  | #67               | #29                     |
|           | 3         | 25        | 21 de septiembre de 2006 | 17 de mayo de 2007  | 8,3                  | #68               | #27                     |
|           | 4         | 19        | 27 de septiembre de 2007 | 15 de mayo de 2008  | 8,0                  | #77               | #27                     |
|           | 5         | 28        | 25 de septiembre de 2008 | 14 de mayo de 2009  | 9,0                  | #52               | #11                     |
|           | 6         | 26        | 17 de septiembre de 2009 | 20 de mayo de 2010  | 7,8                  | #52               | #15                     |
|           | 7         | 26        | 23 de septiembre de 2010 | 19 de mayo de 2011  | 7,7                  | #53               | #16                     |
|           | 8         | 24        | 22 de septiembre de 2011 | 10 de mayo de 2012  | 6,5                  | #87               | #35                     |
|           | 9         | 25        | 20 de septiembre de 2012 | 16 de mayo de 2013  | 5,1                  | #94               | #43                     |

Un episodio ordinario dura aproximadamente 22 minutos. El episodio final de la segunda temporada fue el primero de varios episodios «ampliados» que tuvieron una duración aproximada de 28 minutos, que junto con la pausa para publicidad forman un espacio de programación de 40 minutos. A partir de la tercera temporada se introdujeron varios episodios especiales de aproximadamente 42 minutos, que también se emiten por separado como dos episodios normales en las reposiciones.

### Primera temporada (2005)
La primera temporada consta de sólo seis episodios, siendo la más corta de la serie.
La serie comienza presentando la oficina de Dunder Mifflin en Scranton (Pensilvania) y a sus trabajadores a través de una visita guiada que el gerente regional, Michael Scott (Steve Carell), realiza tanto para el equipo de grabación como para el nuevo empleado temporal, Ryan Howard (B. J. Novak). Los espectadores observan que el vendedor Jim Halpert (John Krasinski) está enamorado de la recepcionista, Pam Beesly (Jenna Fischer), que le ayuda a gastar bromas a su compañero Dwight Schrute (Rainn Wilson), aunque ella sólo ve a Jim como un buen amigo y está comprometida con Roy Anderson (David Denman), que trabaja en el almacén de la empresa situado en la planta baja. En la oficina circula el rumor de que la sede central de Dunder Mifflin está planeando reducir personal y cerrar una de las sucursales, lo que produce una sensación de ansiedad general. A pesar de ello, Michael prefiere negar o minimizar la realidad de la situación para mantener la moral de los empleados.

### Segunda temporada (2005-2006)
La segunda temporada tiene 22 episodios y contiene el primer episodio «ampliado» de 28 minutos.
Muchos de los trabajadores vistos al fondo durante la primera temporada se convierten en personajes secundarios y empiezan a desarrollarse relaciones románticas entre algunos de ellos. Michael se besa con su jefa, Jan Levinson (Melora Hardin) y pasa la noche con ella, aunque no llegan a acostarse. Dwight y Angela (Angela Kinsey) comienzan un romance, pero lo mantienen en secreto. Kelly Kapoor (Mindy Kaling) se enamora de Ryan y ambos comienzan una relación intermitente. Cuando Roy decide finalmente poner fecha a su boda con Pam durante un crucero recreativo de la empresa, Jim se deprime y valora trasladarse a la sucursal de Dunder Mifflin en Stamford (Connecticut), pero en el último episodio de la temporada le confiesa a Pam que está enamorado de ella. Aunque Pam insiste en que está con Roy, los dos se besan, y Jim se traslada a Stamford poco después. La amenaza de reducción de personal continúa durante toda la temporada.

### Tercera temporada (2006-2007)
La tercera temporada está formada por 17 episodios de media hora, cuatro episodios «ampliados» de 40 minutos y dos episodios especiales de una hora, haciendo un total de 25 episodios.
La temporada comienza con un breve flashback (y escenas adicionales) del último episodio de la temporada anterior, Casino Night, cuando Jim besó a Pam y le confesó sus sentimientos hacia ella. Jim se traslada a la sucursal de Dunder Mifflin en Stamford después de que Pam confirme su compromiso con Roy. Al mismo tiempo, Ryan ha sido ascendido a vendedor y ocupa el antiguo puesto de Jim. La junta directiva de Dunder Mifflin decide cerrar la sucursal de Scranton y que parte de su personal sea transferido a la de Stamford, pero el gerente regional de Stamford, Josh Porter (Charles Esten), renuncia a su cargo para aceptar un puesto directivo en Staples, por lo que finalmente es la sucursal de Scranton la que absorbe a Stamford. Michael se toma esta fusión muy en serio. Jim regresa a Scranton y junto a él llegan la vendedora Karen Filipelli (Rashida Jones), con quien Jim ha comenzado a salir; y Andy Bernard (Ed Helms), un vendedor engreído, pedante y propenso a la ira, además de otros empleados que renuncian o son despedidos poco después de llegar. Pam está de nuevo soltera tras cancelar su compromiso con Roy, y los sentimientos no resueltos de Jim hacia ella y su nueva relación con Karen generan tensiones entre los tres. La relación de Michael y Jan avanza, lo que hace que ambos se comporten de forma errática en el trabajo, mientras Dwight y Angela continúan su ardiente romance secreto. En el último episodio de la temporada, Jim, Karen y Michael son entrevistados para un puesto corporativo en Nueva York que resulta ser el de Jan, quien es despedida por su deficiente rendimiento. A Jim le ofrecen el trabajo, pero lo rechaza para volver a Scranton sin Karen y pedirle una cita a Pam, que ella acepta felizmente. En la última escena se revela que Ryan ha obtenido el puesto de Jan.

### Cuarta temporada (2007-2008)
La NBC encargó una cuarta temporada completa de 30 episodios de media hora, pero finalmente sólo tuvo 19 debido a que la producción quedó interrumpida a causa de la huelga de guionistas de 2007-2008. La temporada está compuesta por nueve episodios de media hora y otros cinco episodios dobles de una hora, haciendo un total de 19 episodios.
Tras su ruptura con Jim, Karen abandona Scranton y se convierte en la nueva gerente regional de la sucursal de Dunder Mifflin en Utica (Nueva York). Jan, ahora autoempleada como vendedora de velas perfumadas, se traslada a vivir a casa de Michael, hasta que ambos rompen a mitad de temporada durante una cena a la que asisten Pam, Jim, Andy, Angela y Dwight, quienes son testigos de la tóxica relación entre Michael y Jan. Después de que Dwight sacrifica al gato enfermo de Angela sin su permiso, ella le abandona por Andy, lo que lleva a Dwight a una depresión. Ryan, en su nuevo puesto de ejecutivo en Nueva York, trata de modernizar Dunder Mifflin con una nueva página web para ventas en línea; también descubre que su jefe, David Wallace (Andy Buckley), aprecia a Jim, por lo que Ryan decide sabotear la carrera de este. Sin embargo, poco después es arrestado y despedido por engañar a los accionistas y cometer fraude empresarial al falsificar las cifras de ventas de la página web. Toby (Paul Lieberstein) anuncia que se marcha a vivir a Costa Rica y es reemplazado por Holly Flax (Amy Ryan), por quien Michael enseguida se siente atraído al comprobar que ambos tienen personalidades muy similares. Pam decide seguir sus intereses artísticos y es aceptada para asistir a un curso de diseño gráfico de tres meses en el instituto Pratt de Nueva York. En el episodio final, Jim está a punto de proponerle matrimonio a Pam, pero es interrumpido por Andy, que se lo propone a Angela, y ella acepta de mala gana. Más tarde, Phyllis (Phyllis Smith) descubre a Dwight y Angela manteniendo relaciones sexuales en la oficina.

### Quinta temporada (2008-2009)
La quinta temporada consta de 28 episodios, 24 de ellos de media hora de duración y otros dos episodios especiales de una hora, uno de los cuales fue emitido después de la Super Bowl XLIII.
Jim le propone matrimonio a Pam en una gasolinera a medio camino entre Scranton y Nueva York, donde se citan para una visita. Pam regresa finalmente a Scranton, donde Jim ha comprado la casa de sus padres para ellos. Después de evitar la cárcel y ser condenado sólo a servicio comunitario, Ryan se decolora el cabello y empieza a trabajar en una bolera. Michael comienza un romance con Holly hasta que ella es transferida a la sucursal de Nashua (Nuevo Hampshire), Toby regresa a Scranton para reemplazar a Holly y la relación termina. Andy descubre el romance entre Dwight y Angela, lo que hace que ambos hombres rompan con ella. Michael, a pesar de su personalidad extravagante y de sus métodos poco ortodoxos, se encuentra al frente de la sucursal más exitosa de la empresa en plena recesión de la economía norteamericana. La gerencia corporativa lo sabe y quiere averiguar el secreto de su éxito. Lo cierto es que la base de este equipo es muy proactiva. Su fuerza de ventas es muy eficiente y tiene a Michael, un vendedor estrella, como cabeza. El nuevo vicepresidente de ventas, Charles Miner (Idris Elba), implementa un estilo de gestión rígido en la sucursal, lo que lleva a Michael a renunciar a su cargo como protesta. Michael funda la «Compañía Papelera de Michael Scott» en un local del mismo edificio de oficinas y recluta a Pam y a Ryan como vendedores. Aunque su estilo de negocio es insostenible, los ingresos de Dunder Mifflin se ven amenazados, por lo que los antiguos jefes de Michael se ven obligados a sentarse a negociar con él. Finalmente acuerdan adquirir la empresa de Michael y los tres son recontratados: Michael recupera su puesto de gerente regional, Pam es ascendida a vendedora y Ryan regresa como trabajador temporal. En medio de esta crisis, Erin Hannon (Ellie Kemper) es contratada como nueva recepcionista para cubrir el puesto que Pam dejó vacante. La temporada concluye con una escena que sugiere el embarazo no planeado de Pam.

### Sexta temporada (2009-2010)
La sexta temporada está formada por 26 episodios, 22 de ellos de media hora y dos especiales de una hora.
Jim y Pam se casan y son padres de una niña a la que llaman Cecelia Marie Halpert. Mientras, Andy y Erin desarrollan un interés mutuo, pero Andy no se atreve a pedirle una cita. Jim es ascendido a co-gerente y comparte el puesto con Michael. Los rumores de quiebra empiezan a amenazar Dunder Mifflin, y en Navidad, David Wallace anuncia a la sucursal que Dunder Mifflin ha aceptado una oferta de compra por parte de Sabre Corporation, una empresa fabricante de impresoras. La directora ejecutiva de Sabre, Jo Bennett (Kathy Bates), disuelve el puesto de doble gerente, dejando a Michael como único gerente. Mientras que Wallace y otros directivos son despedidos, la oficina de Scranton sobrevive gracias a su relativo éxito dentro de la empresa. Michael es ahora el empleado de mayor nivel en Dunder Mifflin. En el episodio final, Dwight compra el edificio de oficinas. Michael acepta hacer una declaración a la prensa sobre un caso de impresoras defectuosas. Cuando Jo le pregunta cómo puede devolverle el favor, Michael responde en broma que podría hacer que Holly regresara a la sucursal de Scranton, y se queda sorprendido cuando Jo le promete que se encargará de ello.

### Séptima temporada (2010-2011)
La séptima temporada consta de 26 episodios, 21 de ellos de media hora, un episodio «ampliado» y dos episodios especiales de una hora.
Esta es la última temporada protagonizada por Steve Carell, que abandonó la serie después de que la NBC no renovara su contrato. Zach Woods, que interpreta a Gabe Lewis, es ascendido a miembro regular del reparto. Erin y Gabe comienzan una relación, para disgusto de Andy, que trata de recuperar el afecto de la recepcionista. Holly, la exnovia de Michael, regresa a Scranton para sustituir a Toby, que se marcha a actuar como jurado en el caso del «estrangulador de Scranton». Michael y Holly retoman su relación, y después de que ambos se comprometen, Michael anuncia que abandona Scranton para irse a vivir con Holly a Colorado y ayudarla a cuidar de sus padres ancianos. Angela comienza a salir con el senador estatal Robert Lipton (Jack Coleman), con quien se compromete al final de la temporada, mientras Jim y Pam afrontan las dificultades de ser padres. Después de que el sustituto de Michael, Deangelo Vickers (Will Ferrell), queda gravemente herido a causa de un accidente mientras jugaba al baloncesto, Jo crea un comité de búsqueda para entrevistar candidatos y elegir un nuevo gerente para la oficina. Mientras tanto, Dwight, y más tarde Creed (Creed Bratton), asumen el cargo de gerente interino.

### Octava temporada (2011-2012)
La octava temporada consta de 24 episodios.
James Spader se incorpora al reparto en el papel de Robert California, el nuevo director ejecutivo de Dunder Mifflin/Sabre.Andy es ascendido a gerente regional y trabaja duro para causar una buena impresión a Robert, pidiendo a Dwight que sea su número dos. Pam y Jim esperan su segundo hijo, Phillip, al inicio de la temporada, coincidiendo con el embarazo real de Jenna Fischer. Angela también está embarazada de su primer hijo, también llamado Phillip, con el senador Robert Lipton (aunque se da a entender que Dwight es el padre biológico del niño). Darryl (Craig Robinson) empieza a flirtear con Val (Ameenah Kaplan), la nueva encargada del almacén. Dwight recibe el encargo de viajar a Tallahassee (Florida), para ayudar a la la gerente de proyectos especiales de Sabre, Nellie Bertram (Catherine Tate), en el lanzamiento de una cadena de tiendas minoristas, junto con Jim, Ryan, Erin, Stanley (Leslie David Baker) y la nueva empleada temporal de la oficina, Cathy Simms (Lindsey Broad). Cathy revela tener otros motivos para el viaje, ya que se propone seducir a Jim, pero fracasa. Más tarde, Robert cancela el proyecto de las tiendas y Erin decide quedarse en Florida a trabajar como cuidadora de una anciana. Andy va hasta Florida para tratar de recuperar a Erin, lo que permite a Nellie reclamar el puesto de gerente. Robert comunica a Andy que ha sido degradado a su antiguo puesto de vendedor, pero Andy se niega a aceptarlo, lo que provoca su despido. Andy se toma esto como una motivación para lograr el regreso de Dunder Mifflin, y convence al antiguo director financiero, David Wallace, que ahora es millonario, para recomprar Dunder Mifflin, dejando a Sabre fuera del negocio y devolviendo a Andy el puesto de gerente.

### Novena temporada (2012-2013)
La novena y última temporada está formada por 25 episodios; 23 episodios de media hora, un episodio «ampliado» de 40 minutos y el episodio final, de una hora de duración.
La oficina recibe a dos nuevos empleados, Pete Miller (Jake Lacy) y Clark Green (Clark Duke), responsables de servicio al cliente en sustitución de Kelly, que se va a Ohio con su nuevo marido, mientras que Ryan también se muda a Ohio por «razones no relacionadas». Andy regresa de un curso de formación como gerente en Outward Bound, retoma su personalidad arrogante de la temporada anterior y abandona a Erin y la oficina para irse viajar por el Caribe con su hermano en su velero, después de que el matrimonio de sus padres se rompe. En su ausencia, Erin entabla un romance con Pete. Mientras tanto, Jim recibe una emocionante oportunidad de un viejo amigo de la universidad que le ofrece un trabajo en Athlead, una empresa de marketing deportivo con sede en Filadelfia. Darryl también se une al proyecto, pero la distancia y la dedicación a Athlead dañan la relación de Jim y Pam. Angela debe lidiar con la infidelidad de su marido con Óscar (Óscar Núñez) y con su persistente atracción hacia Dwight, que hereda la granja de remolachas de su familia. Ella lo mantiene en secreto, hasta que su marido revela que tiene una relación con otro hombre distinto de Óscar, lo que pone fin a su matrimonio con Angela. Dwight recibe más buenas noticias cuando David Wallace le asigna el puesto de gerente regional después de que Andy abandona Dunder Mifflin para comenzar una carrera como actor, que termina rápidamente cuando queda en ridículo durante un concurso de canto a capela al estilo de American Idol que se convierte en una sensación viral en internet. Dwight nombra a Jim como su «asistente del gerente regional» y ambos ponen fin oficialmente a su rivalidad. Jim y Pam se reconcilian y deciden quedarse en Scranton, mientras que Dwight se da cuenta de que sigue enamorado de Angela y le propone matrimonio. Ella acepta y le revela que es el padre de su hijo Phillip. En el episodio final, que tiene lugar un año después del estreno del documental que se ha filmado a lo largo de toda la serie, los empleados de la oficina se reúnen para asistir a la boda de Dwight y Angela. Michael, ahora felizmente casado con Holly, con quien tiene varios hijos, acude también para ejercer como padrino, dando lugar a un emotivo reencuentro con sus antiguos empleados. Kelly y Ryan huyen juntos, y Nellie, que ahora vive en Polonia, adopta al bebé abandonado de Ryan. Erin conoce a sus padres biológicos; Andy consigue un empleo en su antigua universidad, Cornell; Stanley se retira a Florida; Kevin (Brian Baumgartner) y Toby son despedidos: el primero compra un bar y el segundo se muda a Nueva York para convertirse en escritor; y Óscar se postula para el Senado estatal. Jim y Pam acuerdan finalmente mudarse a Austin (Texas) para abrir una nueva sucursal de Athleap (anteriormente, Athlead) junto a Darryl; sin embargo, Dwight los «despide» para poder darles una indemnización, y Creed es arrestado por sus muchos delitos. Los empleados, antiguos y nuevos, se reúnen en la oficina para una ronda final de entrevistas.

## Recepción y legado

### Críticas y comentarios
Antes del estreno de la serie, Ricky Gervais reconoció que había sentimientos de duda en ciertos espectadores. La primera temporada de The Office recibió opiniones variadas por parte de los críticos. Algunos de ellos la compararon con otra serie de la NBC de corta duración, Coupling, que también era una adaptación de una serie británica. El New York Daily News la consideró «tan diluida que no era nada más que agua turbia», y USA Today dijo que era «una imitación pasable de una serie original de la BBC mucho mejor». Una reseña de Guardian Unlimited criticó su falta de originalidad, señalando que Steve Carell «parece estar esforzándose mucho [...]. Tal vez en episodios posteriores, cuando se aparte del guion de Gervais y Merchant, consiga destacar. Pero ahora mismo es una mediocre imitación». Tom Shales, de The Washington Post, dijo que «no era el desbarajuste que [la versión americana de Coupling] resultó ser, pero una vez más la calidad de la serie original hace que la adaptación parezca débil, como cuando la fotocopiadora está a punto de dejar de funcionar».
| The Office tiene uno de los mejores elencos de la televisión [...]. También ha creado varios personajes atractivos y relaciones conmovedoras, todo lo cual es bastante notable para una comedia de media hora. —Travis Fickett en IGN, junio de 2007. |

La segunda temporada fue mejor recibida. James Poniewozik, de la revista Time, comentó: «El productor Greg Daniels no ha creado una copia, sino una interpretación que ridiculiza las costumbres laborales típicamente estadounidenses [...] con un tono más satírico y menos mordaz [...]. El nuevo jefe es diferente del antiguo jefe, y eso me parece bien». Lo consideró el segundo mejor programa de televisión de 2006 después de Battlestar Galactica. El escritor de Entertainment Weekly Mark Harris se hizo eco de estos mismos sentimientos una semana más tarde, afirmando: «Gracias al audaz Steve Carell, un elenco de apoyo cada vez más fuerte y guiones que escupen sobre la absurda jerga corporativa estadounidense con un tono perfecto, este remake infravalorado hace lo que es casi imposible: honra la serie original de Ricky Gervais y funciona en sus propios términos». El crítico de The A.V. Club Nathan Rabin expresó su opinión sobre la evolución de la serie: «Después de un comienzo difícil, The Office mejoró enormemente, convirtiéndose instantáneamente en uno de los programas más divertidos y agudos de la televisión. La elección de Steve Carell para el papel de Gervais resultó ser una jugada maestra. La versión estadounidense de The Office es la más rara de las anomalías: una nueva versión de un programa clásico que hace honor a su original y crea su propia identidad fuerte».
La serie ha sido incluida en varias listas de las mejores series de televisión. Fue colocada en el puesto 61 de la lista de «Nuevos clásicos de la televisión» de Entertainment Weekly.James Poniewozik, de Time, la nombró la segunda mejor serie de televisión de 2006, y la sexta de las diez mejores series renovadas de 2007. También la incluyó en su lista «Los 100 mejores programas de televisión de todos los tiempos». También fue nombrada la mejor serie de televisión de 2006 por BuddyTv, mientras que Paste la nombró la sexta mejor serie de comedia de 2010. En 2013, el Sindicato de Guionistas de los Estados Unidos la colocó en el puesto 66 en su lista de «Las 101 series de televisión mejor escritas». En 2019 fue clasificada en el puesto 32 de la lista de las 100 mejores series de televisión del 	siglo XXI, elaborada por el diario británico The Guardian.
La serie tiene algunas leves similitudes con la tira cómica Dilbert, que también muestra a unos empleados que deben lidiar con un jefe inepto. Jonathan Spector, director ejecutivo de The Conference Board, una organización sin ánimo de lucro, dijo que ambas muestran el impacto que puede tener un líder, para bien o para mal. El creador de Dilbert, Scott Adams, también puso de manifiesto las similitudes: «La lección de The Office y de Dilbert es que las personas son a menudo disfuncionales, y ninguna cantidad de entrenamiento puede arreglar eso». Un grupo afiliado al movimiento obrero, American Rights at Work (ARAW), elogió el episodio de la segunda temporada Boys and Girls, al considerarlo una representación inusualmente sincera de la represión sindical en la televisión estadounidense. Metacritic, un sitio web agregador de reseñas, calificó sólo las temporadas primera, tercera, sexta y última; sin embargo, las cuatro recibieron 
«reseñas generalmente favorables» de los críticos, obteniendo una puntuación de 61, 85, 78 y 64 sobre 100, respectivamente. Más tarde la nombró la decimotercera serie más mencionada en las diez listas principales de «Lo mejor de la década».
Las últimas temporadas fueron criticadas por su descenso en calidad. La sexta temporada recibió críticas por la falta de interés que despertaban los personajes, especialmente Jim y Pam. El cocreador de la versión británica original de The Office, Ricky Gervais, comentó en su blog el episodio Search Commitee, y se refirió particularmente a la aparición especial de Warren Buffett diciendo: «Si vas a saltar el tiburón, salta uno grande». También comparó el episodio con uno de otra de sus series, Extras, en el que aparece el cantante Chris Martin (aunque luego dijo en su sitio web: «No lo hice [menospreciar a The Office], eso es seguro»). Algunos críticos opinaron que la serie debió haber terminado después de la marcha de Steve Carell al final de la séptima temporada. En una entrevista de IAmA en Reddit, Rainn Wilson opinó que la octava temporada tenía algunos errores «creativamente», como la química entre los personajes de Robert California (James Spader) y Andy Bernard (Ed Helms), la cual consideró «un poco oscura» y dijo que la serie debería haber optado por una relación «más positiva y con más energía». A pesar de ello, hubo episodios de las últimas temporadas que fueron valorados positivamente por la crítica, como Niagara, Garage Sale, Goodbye, Michael, Dwight Christmas, A.A.R.M. y Finale.
| Reseñas en Rotten Tomatoes | Reseñas en Rotten Tomatoes | Reseñas en Rotten Tomatoes | Reseñas en Rotten Tomatoes |
| Temporada                  | Índice de aprobación       | Puntuación                 | Consenso de la crítica |
| -------------------------- | -------------------------- | -------------------------- | --- |
| 1                          | 71% (41 reseñas)           | 7.8/10                     | «The Office se distingue rápidamente de su serie original en los primeros episodios, lo que demuestra que no todos los remakes de Hollywood de éxitos extranjeros están destinados a fracasar (Eso es lo que ella dijo)».                 |
| 2                          | 100% (14 reseñas)          | 8.4/10                     | «The Office experimenta una marcada mejora en su segunda temporada, corrigiendo el rumbo de la dinámica amarga de la serie con una dosis de calidez que hace que los chistes amargos sean aún más dulces».                                |
| 3                          | 100% (13 reviews)          | 8.4/10                     | «The Office alcanza su máximo potencial en una tercera temporada estridente y romántica que le otorga al profundo elenco de la serie un generoso aumento en el desarrollo de los personajes».                                             |
| 4                          | 83% (12 reseñas)           | 7.7/10                     | «Dunder Mifflin toma algunas decisiones incómodas mientras se adapta a un mundo sin la tensión de "sí o no" entre Jim y Pam, pero The Office sigue siendo una oda ganadora al trabajo monótono».                                          |
| 5                          | 100% (16 reseñas)          | 8.3/10                     | «The Office sigue funcionando como una fiable máquina Xerox en una quinta temporada que ha perfeccionado la fórmula de la serie para equilibrar la miseria y la dulzura».                                                                 |
| 6                          | 73% (15 reseñas)           | 7.3/10                     | «The Office mantiene su calidad al tiempo que destaca los principales cambios vitales y los sucesos mundanos entre el elenco, y continúa estableciendo un nuevo estándar para el género de comedias de situación en el lugar de trabajo». |
| 7                          | 83% (24 reseñas)           | 7.8/10                     | «Aunque trata de responder a cómo Dunder Mifflin seguirá prosperando sin la magnífica actuación de Steve Carell, The Office se despide de Michael Scott con mucho sentimiento».                                                           |
| 8                          | 44% (25 reseñas)           | 6.3/10                     | «The Office pasa su octava temporada en medio de una crisis de identidad en la que los personajes se van y vuelven, pero al menos Robert California se ha ido».                                                                           |
| 9                          | 79% (43 reseñas)           | 7.2/10                     | «La última temporada de The Office devuelve a la serie a su mejor forma, equilibrando lo gracioso con lo sincero y recordando a los espectadores lo que hizo que la serie fuera genial».                                                  |

### Premios

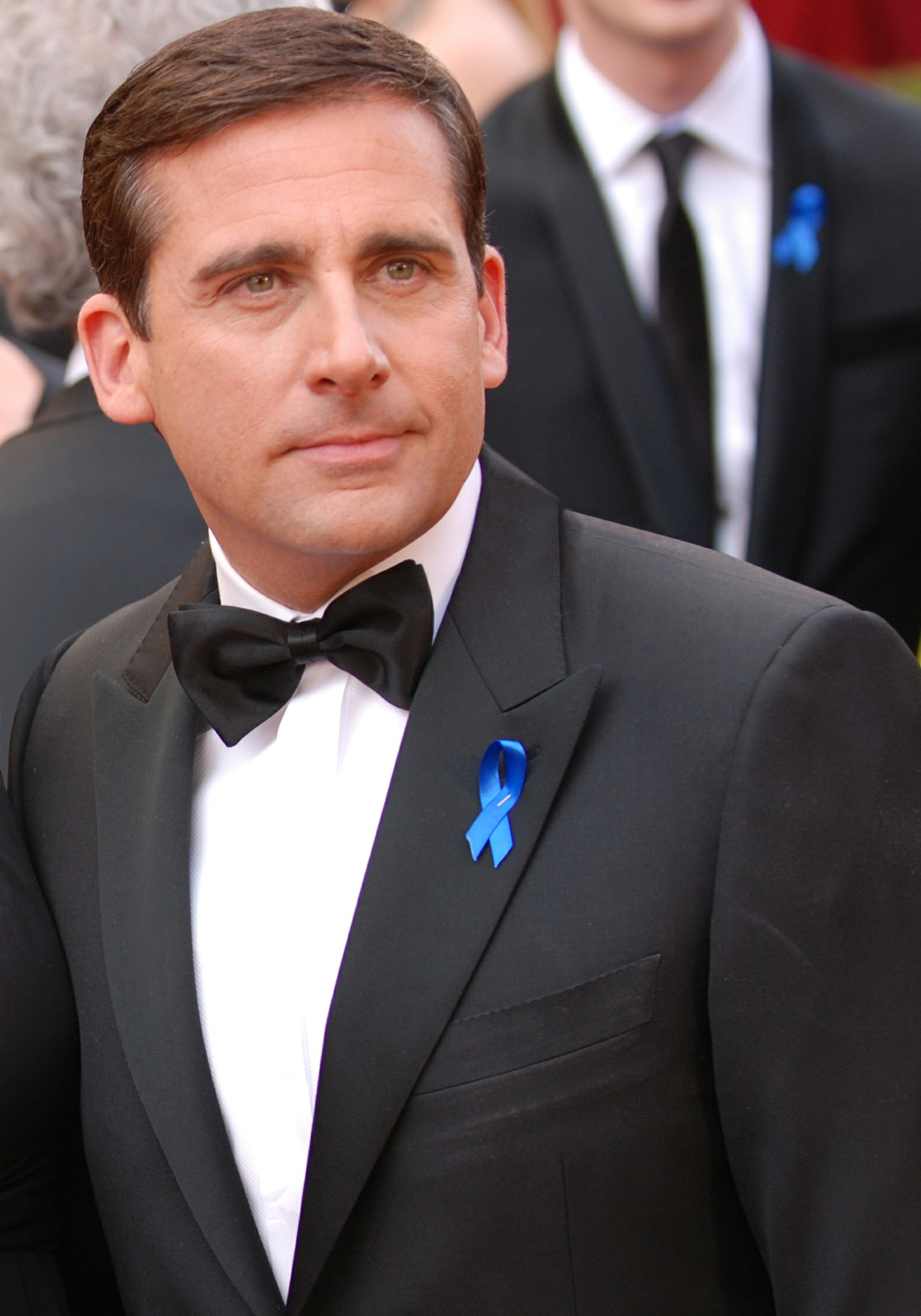
Steve Carell fue nominado a seis premios Emmy por su papel de Michael Scott.

The Office recibió 42 nominaciones a los Premios Primetime Emmy y ganó cinco de ellos. Ganó en la categoría de mejor serie de comedia en su segunda temporada, mejor guion para una serie de comedia (Greg Daniels por Gay Witch Hunt, el primer episodio de la tercera temporada), mejor dirección de una serie de comedia (Jeffrey Blitz por Stress Relief, de la quinta temporada), y mejor edición de imagen con una sola cámara para una serie de comedia en dos ocasiones (Dean Holland y David Rogers por The Job, el episodio final de la tercera temporada, y David Rogers y Claire Scanlon por el episodio final de la serie, Finale). Varios miembros del reparto y del equipo expresaron su descontento por el hecho de que Carell no ganara ningún Emmy por su actuación en la serie, después de haber sido nominado en seis ocasiones. A pesar de ello, Carell ganó el Globo de Oro al mejor actor de serie de televisión de comedia o musical en 2006. La serie también fue nombrada como la mejor serie de televisión por el American Film Institute en 2006 y 2008, ganó dos premios del Sindicato de Actores en la categoría de mejor reparto de una serie de comedia en 2006 y 2007 y un premio Peabody en 2006.

### Audiencias
The Office fue estrenada en la NBC el 24 de marzo de 2005, después de un episodio de The Apprentice, logrando liderar su franja horaria. Cuando la cadena trasladó la serie a su horario previsto de los martes por la noche para el estreno oficial de la serie, perdió casi la mitad de su audiencia, logrando sólo 5,9 millones de espectadores. La primera temporada tuvo un promedio de 5,4 millones de espectadores y quedó en el puesto 102 de la temporada televisiva estadounidense 2004–2005. Hot Girl, el último episodio de la temporada, obtuvo una calificación de 2.2 sobre 10 en el análisis de audiencias. Los episodios volvieron a emitirse en la CNBC entre el 1 y el 24 de abril de 2005.
Al inicio de la segunda temporada, el éxito de la película de Carell Virgen a los 40 durante ese verano y las ventas en línea de los episodios en iTunes ayudaron a la serie. El aumento de la audiencia llevó a la NBC a mover la serie a la noche de los jueves en enero de 2006, donde la audiencia siguió creciendo. Para la temporada 2005–2006, The Office quedó en el puesto 67 (empatando con 20/20), ascendiendo 35 puestos respecto de la temporada anterior. Tuvo un promedio de 8 millones de espectadores y una calificación de 4.0/10 entre los espectadores de 18 a 49 años, y aumentó un 80% en espectadores con respecto al año anterior y un 60% en espectadores de 18 a 49 años. Se clasificó como la serie con guion mejor calificada de la NBC durante su emisión. El episodio más visto de la serie fue Stress Relief, en la quinta temporada, que fue visto por 22,9 millones de espectadores. Fue emitido justo después de la Super Bowl XLIII. Aunque las temporadas posteriores bajaron en audiencia, la serie seguía siendo una de las mejor valoradas de la NBC, y en octubre de 2011 se informó que tenía un coste de 178.840 dólares por cada anuncio de 30 segundos, el más alto de una serie guionizada de la NBC. The Office fue también la serie más vista en streaming durante la pandemia de COVID-19 en 2020, con un total de 57.000 millones de minutos de reproducción en Estados Unidos.
| Tabla de audiencias Nielsen | Tabla de audiencias Nielsen                                            | Tabla de audiencias Nielsen | Tabla de audiencias Nielsen     | Tabla de audiencias Nielsen | Tabla de audiencias Nielsen   | Tabla de audiencias Nielsen | Tabla de audiencias Nielsen |
| Temporada                   | Franja horaria (ET)                                                    | Estreno                     | Estreno                         | Final                       | Final                         | Posición                    | Audiencia (en millones)     |
| Temporada                   | Franja horaria (ET)                                                    | Fecha                       | Audiencia estreno (en millones) | Fecha                       | Audiencia final (en millones) | Posición                    | Audiencia (en millones)     |
| --------------------------- | ---------------------------------------------------------------------- | --------------------------- | ------------------------------- | --------------------------- | ----------------------------- | --------------------------- | --------------------------- |
| 1                           | Jueves 9:30 p. m. («Pilot») Martes 9:30 p. m. (episodios 2-6)          | 24 de marzo de 2005         | 11,23                           | 26 de abril de 2005         | 4,83                          | #102                        | 5,4                         |
| 2                           | Martes 9:30 p. m. (episodios 1-10) Jueves 9:30 p. m. (episodios 11-22) | 20 de septiembre de 2005    | 9,00                            | 11 de mayo de 2006          | 7,66                          | #67                         | 8,0                         |
| 3                           | Jueves 8:30 p. m.                                                      | 21 de septiembre de 2006    | 9,11                            | 17 de mayo de 2007          | 7,88                          | #68                         | 8,3                         |
| 4                           | Jueves 9:00 p. m.                                                      | 27 de septiembre de 2007    | 9,65                            | 15 de mayo de 2008          | 8,21                          | #77                         | 8,04                        |
| 5                           | Jueves 9:00 p. m.                                                      | 25 de septiembre de 2008    | 9,34                            | 14 de mayo de 2009          | 6,77                          | #52                         | 9,04                        |
| 6                           | Jueves 9:00 p. m.                                                      | 17 de septiembre de 2009    | 8,21                            | 20 de mayo de 2010          | 6,64                          | #41                         | 8,73                        |
| 7                           | Jueves 9:00 p. m.                                                      | 23 de septiembre de 2010    | 8,48                            | 19 de mayo de 2011          | 7,29                          | #53                         | 7,73                        |
| 8                           | Jueves 9:00 p. m.                                                      | 22 de septiembre de 2011    | 7,64                            | 10 de mayo de 2012          | 4,49                          | #78                         | 6,51                        |
| 9                           | Jueves 9:00 p. m.                                                      | 20 de septiembre de 2012    | 4,28                            | 16 de mayo de 2013          | 5.69                          | #88                         | 5,06                        |

### Publicidad por emplazamiento

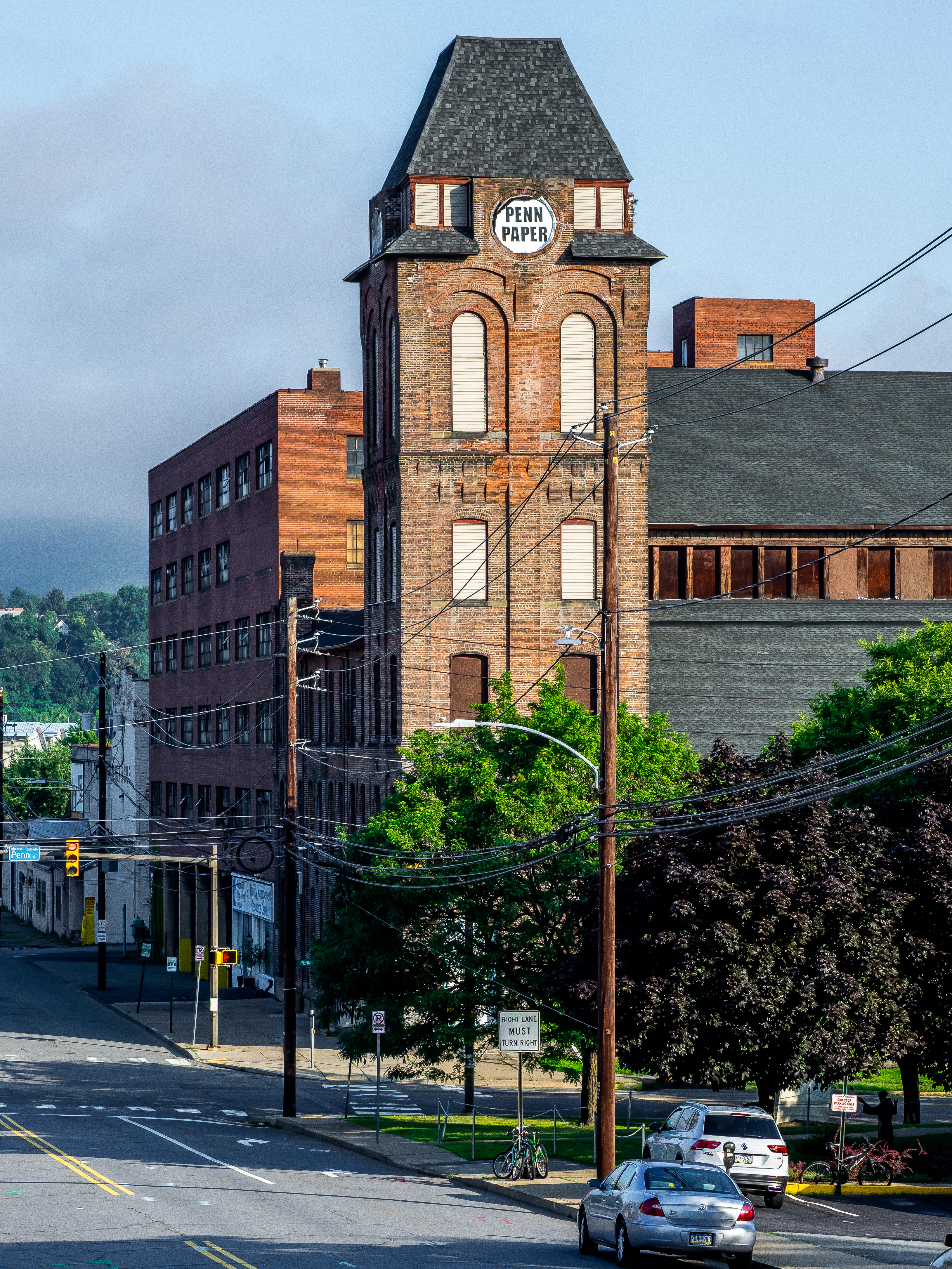
La torre de Pennsylvania Paper and Supply Company, que aparece en la secuencia de apertura de la serie.

The Office tuvo acuerdos de publicidad por emplazamiento con Staples y las empacadoras industriales de la marca Olympic, además de mencionar en los diálogos o mostrar los logotipos de productos como Sandals Resorts, HP, ordenadores de las marcas Apple y Gateway, y la saga de videojuegos Call of Duty, distribuida por la empresa Activision. En una escena adicional del episodio The Merger, de la tercera temporada, Kevin Malone (Brian Baumgartner) usa una trituradora de papel de la marca Staples para triturar un CD-R también de Staples y otros elementos que no son de papel, incluyendo una ensalada. Cisco Systems, una empresa proveedora de equipos de redes y telefonía, pagó a cambio de la colocación de sus productos, y en los primeros planos de los teléfonos IP utilizados en la oficina se puede ver que son de la marca Cisco. Algunos productos tienen etiquetas de marca añadidas, como la impresora fotográfica HP en el escritorio de Toby durante la sexta temporada, y de forma menos notoria, los teléfonos Cisco. En el episodio de la segunda temporada The Secret, Michael lleva a Jim a un restaurante Hooters para discutir los sentimientos de este hacia Pam.
Muchos de los productos que aparecen no son parte de acuerdos de publicidad por emplazamiento, sino que fueron insertados por los guionistas como productos que los personajes utilizarían, para crear realismo y dar la apariencia de un documental. Los restaurantes Chili's fueron utilizados para filmar dos episodios, The Dundies y The Client, ambos de la segunda temporada, ya que los guionistas pensaron que eran un lugar realista para la celebración de una fiesta de empresa y un almuerzo de negocios. Aunque no fue una colocación de producto explícita, los productores de la serie tuvieron que permitir que Chili's diera su aprobación al guion antes de filmar, lo que hizo que una escena de The Dundies tuviera que ser reescrita apresuradamente después de que el restaurante se opusiera a la versión original. Wegmans, una cadena de supermercados con sede en Rochester (Nueva York), tuvo una relación laboral con la serie desde 2007. Cereales, palomitas de maíz y latas de refresco de la marca Wegmans fueron incluidos discretamente en numerosos episodios desde entonces. Apple Inc. recibió más de cuatro minutos de publicidad del iPod en el episodio Christmas Party, de la segunda temporada, en el que aparece como un regalo muy deseado, aunque la empresa no pagó por la aparición del producto. El sitio web de reseñas TripAdvisor aparece en la cuarta temporada cuando, después de una visita al bed and breakfast «agroturístico» de Dwight, Schrute Farms, Jim y Pam publican una reseña en línea sobre su estancia. Al parecer, la serie pidió permiso al sitio web para usar su nombre y TripAdvisor creó una página del establecimiento ficticio, que recibió cientos de reseñas. La aparición de Second Life en el episodio Local Ad, de la cuarta temporada, fue clasificada en el octavo lugar de las diez colocaciones de producto más efectivas de 2007.

### Impacto cultural

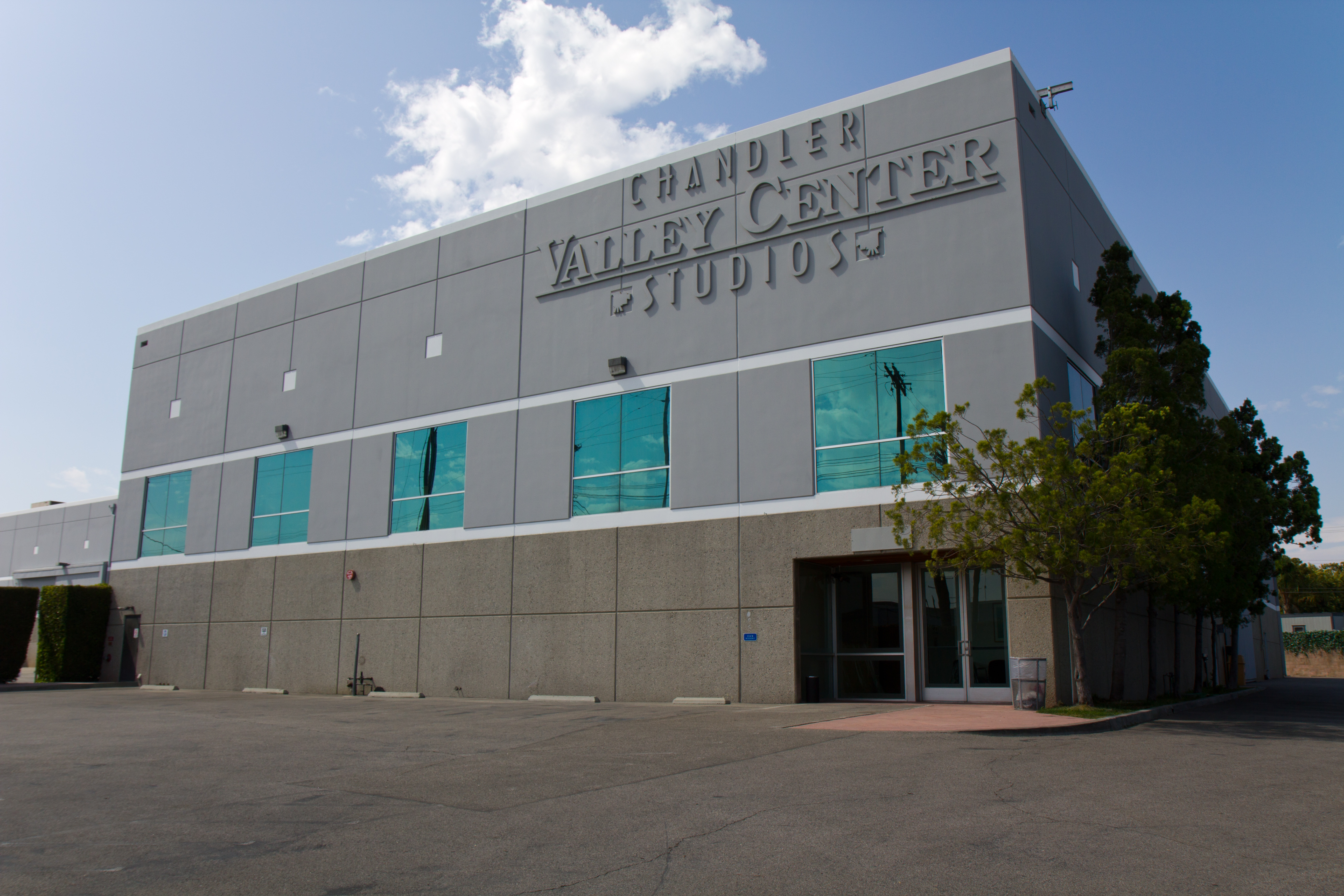
Edificio empleado en la serie como exterior de la oficina de Dunder Mifflin en Scranton. En realidad, el edificio pertenece a los estudios Chandler Valley Center y se encuentra en el barrio de Panorama City, en Los Ángeles.

La ciudad de Scranton (Pensilvania), ubicada a unos 190 kilómetros al noroeste de Nueva York y conocida durante mucho tiempo principalmente por su pasado como centro industrial minero y ferroviario, se benefició y, en última instancia, ha sido redefinida por la serie. «Ahora estamos realmente de moda», declaró el asistente del alcalde en 2007. Una pancarta con el logotipo de Dunder Mifflin fue colocada en una farola frente al ayuntamiento de la ciudad, así como en el puente peatonal que conduce al centro comercial The Mall at Steamtown. Pennsylvania Paper & Supply Company, cuya torre se muestra en los créditos de apertura, anunció sus intenciones de añadirlo también a la torre. Los periódicos de otras ciudades del nordeste han publicado guías de viaje con diversos puntos de Scranton para los turistas interesados en visitar los lugares mencionados en la serie. Scranton ha sido identificada con la serie también fuera de los Estados Unidos. En su discurso del Día de San Patricio de 2008 en el suburbio de Dickson City, el ex Taoiseach (primer ministro irlandés) Bertie Ahern identificó la ciudad como el hogar de Dunder Mifflin.
Aunque en la serie aparecen escenas de Scranton que fueron tomadas por miembros del equipo técnico, The Office nunca llegó a filmarse en la ciudad. De hecho, la serie fue filmada principalmente en los estudios Chandler Valley Center, ubicados en Panorama City, un barrio de Los Ángeles (California). Además, para el rodaje se utilizaron otros lugares de California, como restaurantes y bares, pero a menudo se inspiraron directamente en fachadas, interiores o nombres de lugares reales de Scranton.
La convención inaugural de The Office se celebró en el centro de la ciudad en octubre de 2007. Los lugares que sirvieron como sedes, algunos de los cuales han aparecido en la serie, incluyeron la Universidad de Scranton, el hotel Radisson Lackawanna Station y el centro comercial The Mall at Steamtown (actualmente rebautizado como The Marketplace at Steamtown). Los miembros del elenco que asistieron fueron B. J. Novak, Ed Helms, Óscar Núñez, Angela Kinsey, Brian Baumgartner, Leslie David Baker, Mindy Kaling, Craig Robinson, Melora Hardin, Phyllis Smith, Creed Bratton, Kate Flannery, Robert R. Shafer y Andy Buckley. Además de Novak y Kaling, asistieron otros miembros del equipo de guionistas: Greg Daniels, Michael Schur, Jennifer Celotta, Lee Eisenberg, Gene Stupnitsky, Justin Spitzer, Anthony Ferrell, Ryan Koh, Lester Lewis y Jason Kessler. Por el contrario, no asistieron el actor y guionista Paul Lieberstein (que inicialmente sí iba a asistir) ni los actores Steve Carell, John Krasinski, Rainn Wilson y Jenna Fischer.

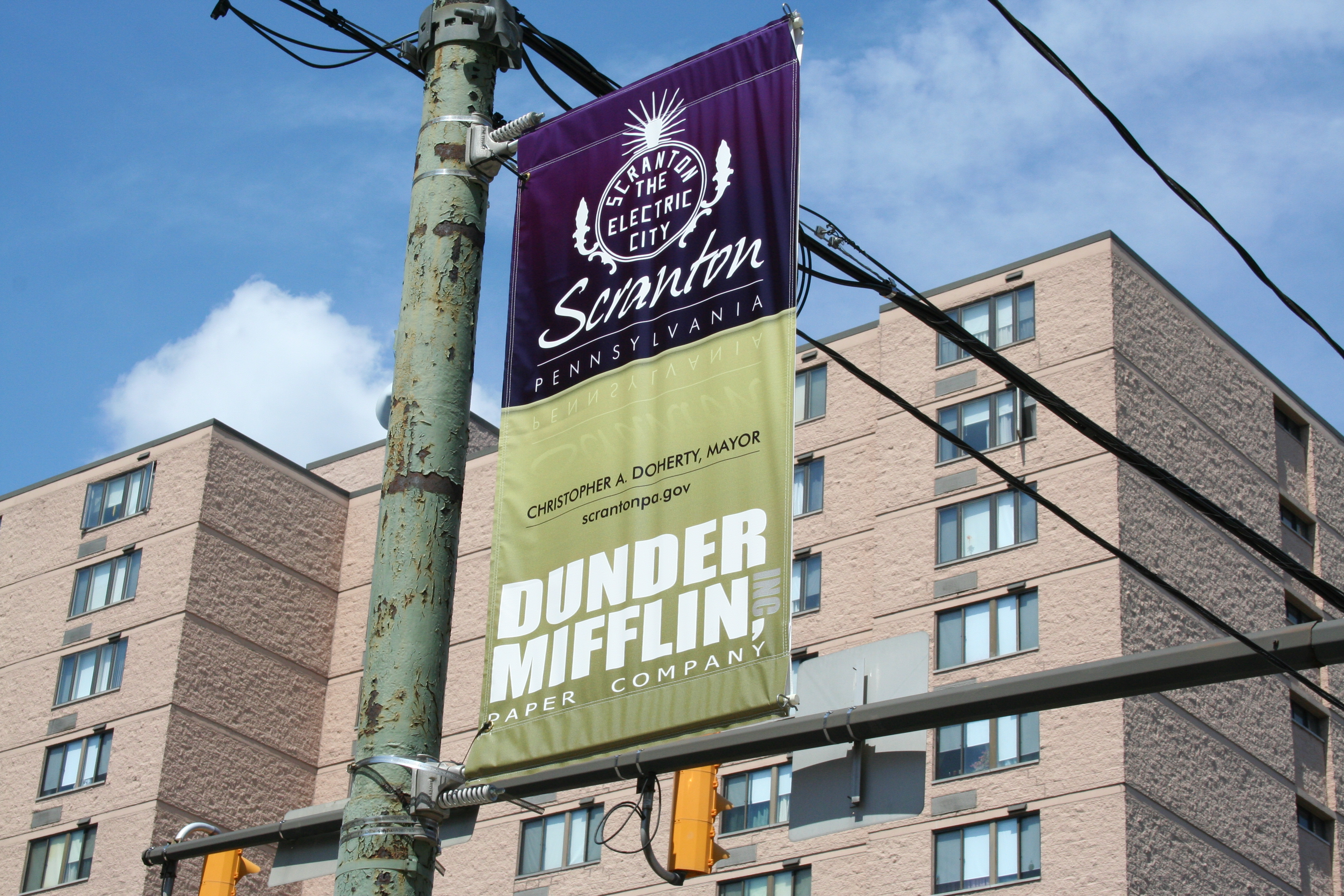
Banderola con el logotipo de Dunder Mifflin frente al ayuntamiento de Scranton.
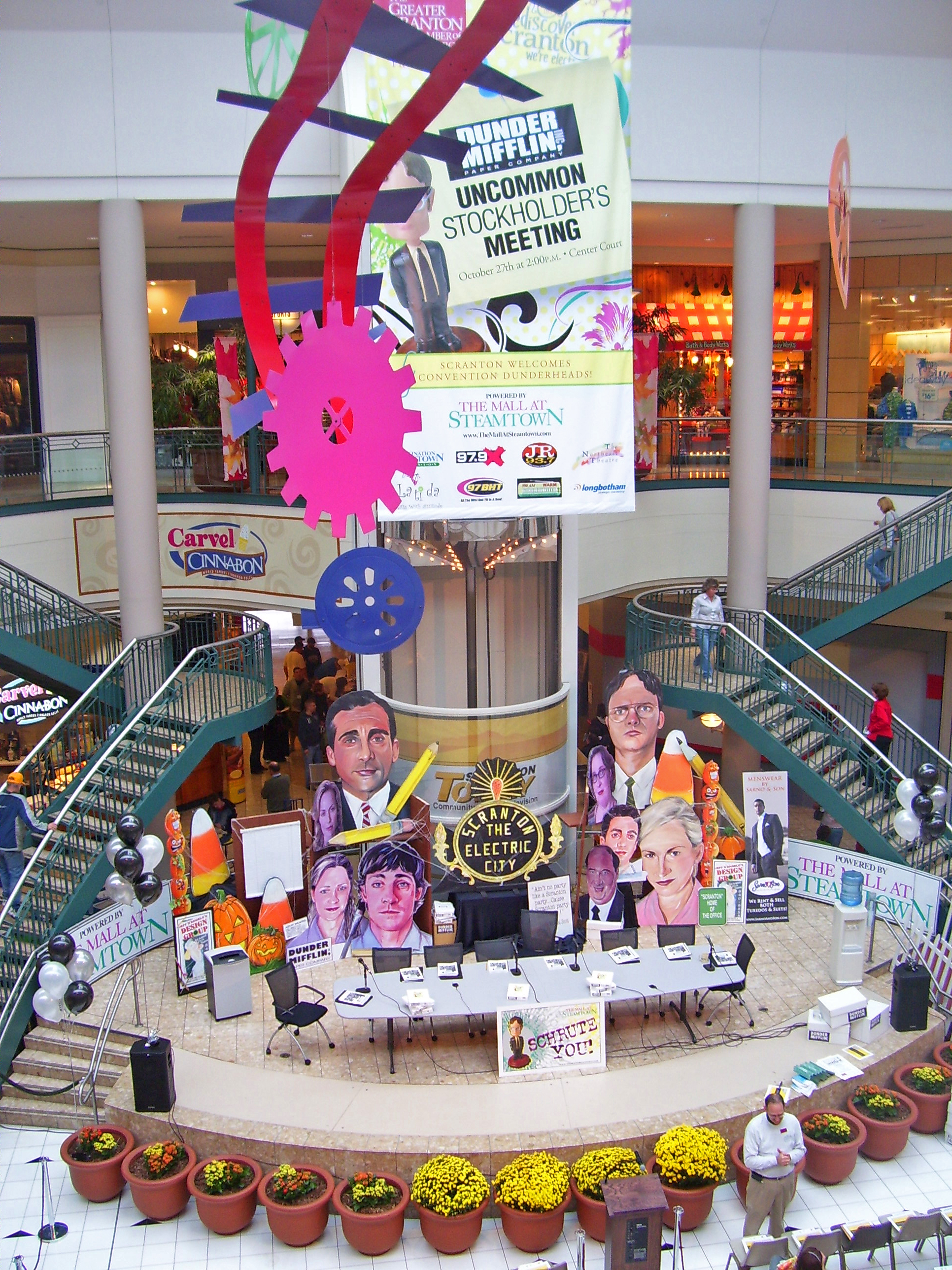
Atrio del centro comercial The Mall at Steamtown durante la convención de The Office.
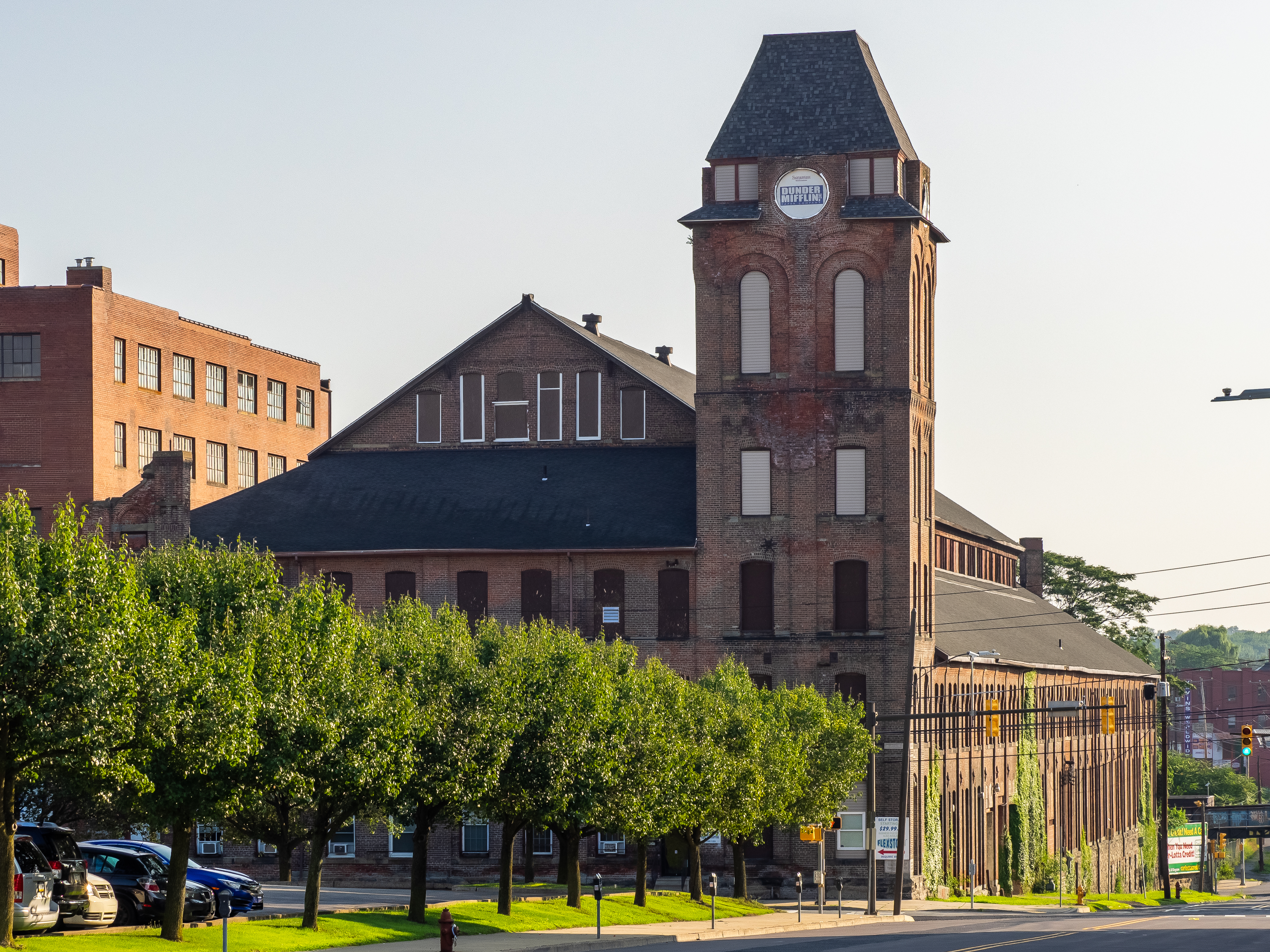
El logotipo de Dunder Mifflin en la torre de Pennsylvania Paper and Supply Company, que aparece en los créditos iniciales de la serie.

En una emisión del programa The Daily Show, el candidato republicano a la presidencia, John McCain, al parecer un gran seguidor de la serie, le dijo en broma a Jon Stewart que le gustaría que Dwight Schrute fuera su compañero de candidatura. Rainn Wilson aceptó más tarde la oferta en nombre de Dwight Schrute en el programa The Tonight Show. Después de la emisión del episodio de la séptima temporada Garage Sale, donde Michael Scott anuncia que va a mudarse a Colorado, el gobernador de este estado, John Hickenlooper, emitió un comunicado de prensa nombrando a Michael para el puesto de director de distribución de papel en el Departamento de Recursos Naturales.
La serie es a menudo homenajeada por la banda Relient K. El líder del conjunto, Matt Thiessen, es admirador de The Office, y durante los conciertos suele interpretar lo que él llama una «canción de amor» sobre la serie, titulada «The Ballad of Dunder Mifflin». Seguidamente, la banda interpreta el tema de apertura de The Office.
Una parodia en forma de musical, titulada The Office! A Musical Parody, escrita Bob McSmith, Tobly McSmith y Assaf Gleizner, comenzó sus interpretaciones en Nueva York el 24 de septiembre de 2018, y fue estrenada oficialmente el 3 de octubre del mismo año. El espectáculo cerró temporalmente debido a la pandemia de COVID-19, y reanudó sus funciones el 9 de abril de 2021, convirtiéndose en el primer espectáculo musical en reabrir después de la pandemia. Las actrices Jenna Fischer y Angela Kinsey asistieron a una de las funciones en mayo de 2022.
Varias escenas de The Office se han convertido también en memes de Internet. Algunos de ellos son una escena de Michael exclamando: «¡No, Dios! ¡No, Dios, por favor, no! ¡No! ¡No! ¡Noooo!» al descubrir que Toby ha regresado a la oficina en el episodio de la quinta temporada Frame Toby y un meme titulado They're the Same Picture («Son la misma imagen»), basado en una frase de Pam en el episodio final de la séptima temporada, Search Commitee.

## Otros medios

### Estrenos en línea
El 16 de marzo de 2005, la NBC transmitió por Internet el segundo episodio, Diversity Day, a través de MySpace, para promocionar el estreno de la serie antes de que empezara a emitirse en televisión. Este fue el primer estreno en línea de un episodio completo de una serie de la NBC, y también incluyó una versión reducida en forma de webisodio para ver bajo demanda en MySpace al día siguiente. Los episodios de The Office estuvieron entre los primeros programas disponibles para descargar desde iTunes Store y para su transmisión gratuita en NBC.com a partir de diciembre de 2005. Entre julio y septiembre de 2006 se estrenó en NBC.com una serie de diez webisodios titulada The Accountants, protagonizada por algunos de los personajes de The Office. Los «cortes del productor» (que contenían aproximadamente diez minutos adicionales de material) de los episodios Branch Closing y The Return, pertenecientes a la tercera temporada, también estuvieron disponibles en NBC.com. The Office estuvo también disponible para su descarga en Unbox, perteneciente a Amazon, en 2006. A partir del 9 de septiembre de 2008, The Office volvió a estar disponible en iTunes Store y se puede comprar en formato HD y SD. También está disponible a través de todas las demás plataformas de venta de distribución digital principales.
Netflix también ofreció la serie para ser vista en línea por sus suscriptores, además del alquiler tradicional en DVD. The Office se convertiría en una de las series más vistas de Netflix, y su disponibilidad en una plataforma de contenido streaming contribuyó a su prolongada popularidad. The Office fue retirada de Netflix en Estados Unidos el 31 de diciembre de 2020, cuando NBCUniversal adquirió los derechos para su servicio de transmisión Peacock, al cual fue añadida al día siguiente. Entre el contenido exclusivo de Peacock hay versiones extendidas de los episodios, que incluyen escenas eliminadas y metraje adicional. Las primeras cinco temporadas podían verse inicialmente de forma gratuita, pero ahora sólo están disponibles en modo prémium, y las temporadas sexta a novena también pueden verse en modo prémium.
Mientras la serie estuvo en emisión, destacó por su gran cantidad de visualizaciones en diferido. De las 12,4 millones de visualizaciones de Fun Run, el primer episodio de la cuarta temporada, 2,7 millones, o el 22%, fueron por ordenador a través de emisión en línea. Según The New York Times, «The Office está a la vanguardia de un cambio radical en la visualización de material de entretenimiento que se creía que estaba a años de distancia: ver episodios de televisión en una pantalla de ordenador es ahora una actividad común para millones de consumidores». Según un investigador de la NBC, la serie se hizo particularmente popular entre los espectadores en línea porque una comedia con episodios sin efectos especiales era fácil de ver en pantallas pequeñas como las de los ordenadores portátiles y los iPods. Entre los visionados en línea y el uso de grabadores de vídeo digital, se calcula que entre el 25 y el 50% de los espectadores de la serie la veían después de su emisión en televisión.
El éxito de la serie en Internet supuso un problema en la huelga de guionistas en Hollywood de 2007-2008. Greg Daniels y varios de los miembros del reparto que también eran guionistas publicaron un vídeo en YouTube poco después del inicio de la huelga, señalando lo poco o nada que recibían en ingresos residuales por las emisiones en línea y las visualizaciones en DVD. «Estás viendo esto en Internet, lo que a nosotros no nos aporta ni un dólar», dijo Michael Schur. «Se supone que debemos recibir 11 centavos por cada dos trillones de descargas». Los guionistas estaban particularmente molestos porque no recibieron compensación por The Accountants, la miniserie de webisodios estrenada en 2006 que recibió un premio Daytime Emmy y que la NBC consideró como material promocional a pesar de ir acompañada de anuncios publicitarios.

### Promociones
El éxito de la serie ha dado lugar a su expansión más allá de la televisión. Los personajes han aparecido en materiales promocionales de la NBC, y el 28 de noviembre de 2007 se publicó un videojuego con licencia, The Office, de la compañía Reveille y distribuido por MumboJumbo. En 2008 fueron también lanzados al mercado dos juegos de mesa basados en la serie. En 2009 se lanzó una versión del Cluedo basada en The Office, y en 2010, otra del Monopoly. Además hay otros artículos disponibles, desde camisetas y un muñeco de Dwight Schrute que aparece a menudo en la serie en la mesa del propio Dwight a artículos de oficina más específicos, como papel para fotocopiadora de la marca Dunder Mifflin y parodias de carteles motivacionales con imágenes de los personajes. La empresa Dunder Mifflin tuvo dos sitios web, y los actores escribieron blogs como ellos mismos y también como sus personajes.

### Blogs del reparto
Varios actores de la serie mantuvieron blogs en MySpace, incluyendo a Jenna Fischer, Angela Kinsey y Brian Baumgartner, que publicaron contenido regularmente.Rainn Wilson escribió como el personaje de Dwight para el blog «Schrute Space» en NBC.com, que se actualizaba periódicamente; sin embargo, dejó de escribir el blog él mismo. Se desconoce si Creed Bratton era realmente el autor de «Creed Thoughts», el blog atribuido a su personaje.

### Pódcast
El 11 de septiembre de 2019, Jenna Fischer y Angela Kinsey anunciaron su pódcast titulado Office Ladies, que se estrenó el 16 de octubre del mismo año en Earwolf. En cada episodio, Fischer y Kinsey ven y comentan un episodio de la serie, revelan datos y curiosidades sobre el rodaje y responden a preguntas de los seguidores. A menudo acuden como invitados otros actores, productores o guionistas de la serie. El tema musical del pódcast, titulado «Rubber Tree» está compuesto e interpretado por Creed Bratton. El pódcast ha ganado varios premios, incluyendo un Premio Discover Pods en la categoría de «mejor pódcast de televisión o cine» en 2019, así como el premio al pódcast del año de iHeartRadio en 2021.
En febrero de 2021, Brian Baumgartner comenzó también un pódcast titulado The Office Deep Dive with Brian Baumgartner en el que se reúne con otros actores, guionistas y demás personal de la serie y comparten historias sobre el rodaje. La canción introductoria, «Bubble and Squeek» también está compuesta e interpretada por Bratton.

## Propuestas de continuación
En 2008 se hizo una propuesta de serie derivada de The Office, con un episodio piloto previsto para ser estrenado como apertura de la Super Bowl en 2009. La idea de los guionistas fue que una de las fotocopiadoras de la oficina se estropea y es retirada, reparada y enviada a Pawnee (Indiana), la localidad ficticia donde transcurre Parks and Recreation. Sin embargo, el equipo creativo de The Office decidió en su lugar desarrollar Parks and Recreation como una serie independiente. Además, la actriz Rashida Jones iba a interpretar un personaje diferente en las dos series, lo que sería un problema para la potencial secuela.
A principios de 2012 se propuso otra serie derivada protagonizada por Dwight Schrute (Rainn Wilson) dirigiendo su bed and breakfast y su granja de remolachas. En octubre del mismo año, la NBC decidió no seguir adelante con la idea. Se produjo un piloto de puerta trasera y, aunque la serie no fue desarrollada, este piloto fue modificado y emitido como un episodio más de la novena temporada con el mismo título, The Farm.
En septiembre de 2019, con el anuncio de Peacock, el servicio de streaming de NBCUniversal, la vicepresidenta de la cadena, Bonnie Hammer, afirmó que era su «esperanza y meta que hagamos un reinicio de The Office». Por su parte, el director, guionista y productor ejecutivo de la serie, Greg Daniels, expresó sus dudas sobre la posibilidad de un reinicio, declarando en 2019 que «mi mayor preocupación sería decepcionar a los seguidores». El mismo año, Jenna Fischer, invitada junto a Angela Kinsey y Ellie Kemper en The Ellen DeGeneres Show, declaró: «Yo no haría un reinicio de The Office. Sin embargo, me gustaría mucho hacer una reunión para una ocasión especial. Sería fantástico volver a reunirnos todos», y Angela Kinsey dijo: «Yo haría lo que me pidieran». John Krasinski, que interpetó a Jim en la serie, también se ha mostrado repetidamente a favor de una reunión, declarando en 2020: «The Office lo fue todo para mí. Quiero decir que es mi principio y mi fin. Estoy seguro de que al final de mi carrera aún seré recordado por ser Jim [...]. Si hicieran una reunión, me encantaría estar». El mismo año, el expresidente de contenidos de la NBC, Bill McGoldrick, afirmó que «no ha surgido la idea de un reinicio específicamente para Peacock». En septiembre de 2023 se anunció que se estaba desarrollando un reinicio de la serie, con Greg Daniels de nuevo como productor ejecutivo principal. Sin embargo, en noviembre Daniels aclaró que no estaba interesado en un reinicio que fuera «la misma serie con un otro reparto», sino que preferiría hacer una serie derivada con un tema diferente y ambientada en el mismo universo ficticio.
En julio de 2020, Leslie David Baker lanzó una campaña en Kickstarter para financiar el episodio piloto de Uncle Stan, una propuesta de serie derivada centrada en su personaje, Stanley Hudson, ahora prometido, y con el siguiente argumento: «Después de varios años de disfrutar de un estilo de vida de retiro relativamente tranquilo, el tío Stan recibe una llamada urgente de ayuda de su sobrino favorito, Lucky, un viudo reciente con dos niños pequeños y una tienda de reparación de motocicletas y floristería en Los Ángeles. Muy pronto, el tío Stan se encuentra repartiendo todo el apoyo y la orientación que tiene para ofrecer en su nuevo hogar de California». Sin embargo, a causa de la pandemia de COVID-19, los planes para esta serie quedaron en pausa y finalmente se cancelaron. Baker anunció que todos los patrocinadores serían reembolsados.
Sin embargo, en una entrevista con Entertainment Television, Greg Daniels analizó la posibilidad de un regreso de la serie en Peacock: «Tal vez sea algo más posible ahora que The Office se retransmite en Peacock. Aunque por el momento no hay planes en este sentido, lo cierto es que ahora la gente parece más abierta a esta idea. Creo que la cuestión es si aún queda algo por contar sobre estos personajes».
 Por su parte, Steve Carell ha dicho en varias ocasiones que no está de acuerdo con un regreso de la serie, declarando a finales de 2018: 

La serie es mucho más popular ahora que cuando estaba en antena. No puedo imaginarme cómo podría volver a ser lo mismo, y creo que la mayoría de la gente querría que fuera lo mismo, pero no lo sería. En última instancia, creo que lo mejor sería dejar la serie en paz y que exista tal y como es. Literalmente habría que traer a los mismos guionistas, los mismos productores, los mismos directores y los mismos actores, e incluso con todos esos componentes, simplemente no sería lo mismo. Así que no. Pero me encanta la serie. Fue un momento muy emocionante y todas esas personas son mis amigos. Todos lo amamos. Fue algo especial. Fue algo especial para nosotros antes de que la gente también lo considerara como algo especial. Pero no. [...]. No creo que podamos encontrar esa misma magia otra vez. [...]. Simplemente no querría cometer el error de hacer una versión peor. Las probabilidades no estarían a su favor, en términos de conseguir exactamente lo mismo que fue la primera vez.
Steve Carell, diciembre de 2018.

### Próxima serie secuela
En enero de 2024 se anunció que Greg Daniels había reunido a varios guionistas para explorar ideas sobre una posible continuación de The Office. La nueva serie, que estará disponible en streaming para Peacock, se centrará en el equipo documental de la serie original, que encuentra un nuevo tema en un periódico del Medio Oeste en decadencia y su editor, que intenta salvarlo con periodistas voluntarios. Además de Daniels, la serie cuenta con Michael Koman, Howard Klein, Ben Silverman, la productora Banijay Americas y los creadores de la serie original británica, Ricky Gervais y Stephen Merchant, como productores ejecutivos. Steve Carell, que interpretó a Michael Scott, confirmó que no participará en esta nueva serie.